# Avenue Montaigne
ne doit pas être confondue avec l'« ancienne rue Montaigne », devenue l'actuelle rue Jean-Mermoz
L’avenue Montaigne est une avenue située dans le 8e arrondissement de Paris.

## Situation et accès
Longue de 615 mètres et large de 33 mètres, elle part de la place de l'Alma, en bordure de la Seine, et se termine au rond-point des Champs-Élysées.
Elle marque la limite sud du « triangle d'or ».

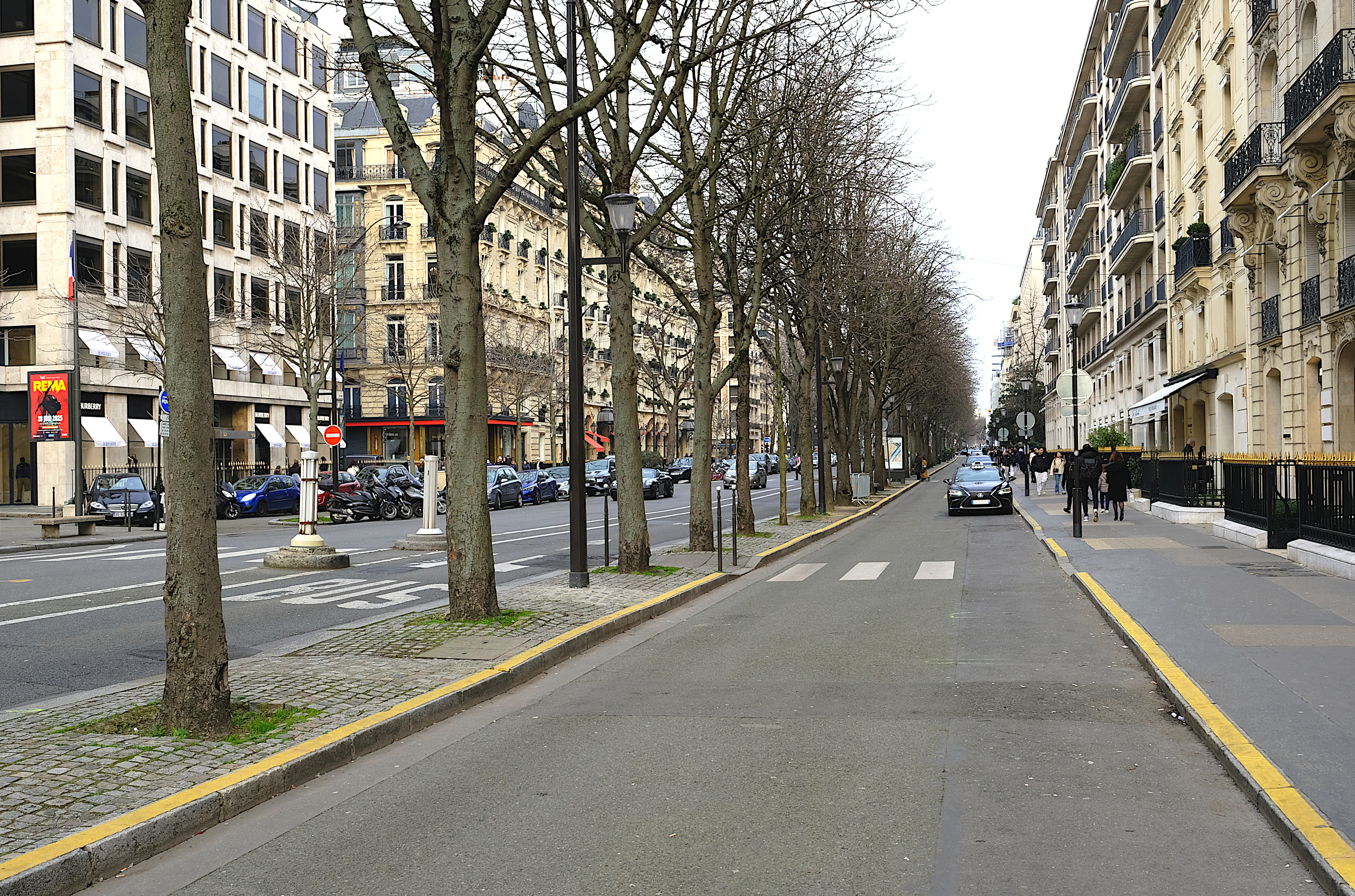
Une contre-allée de l'avenue.
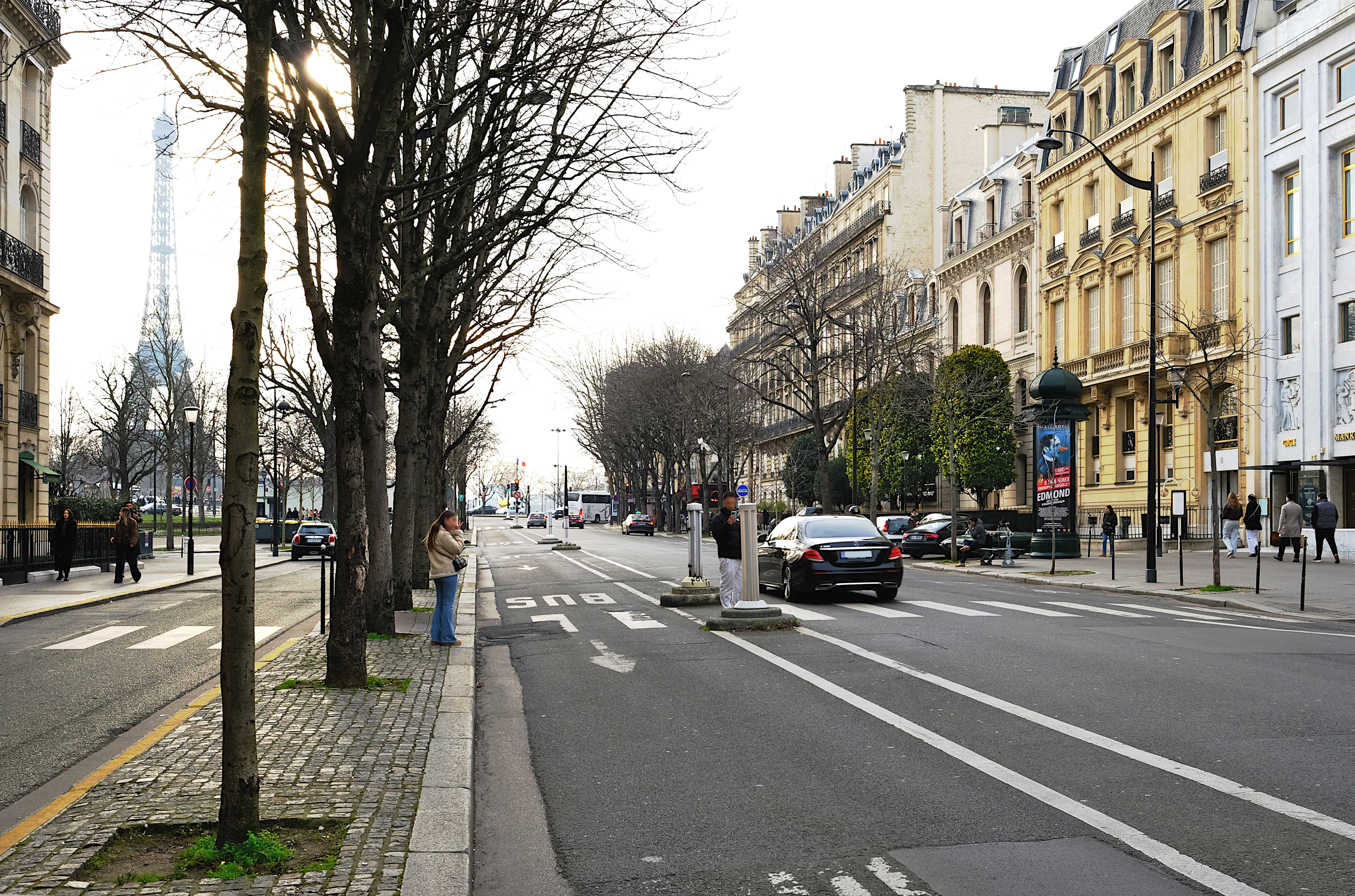
Vers la place de l'Alma.

Ce site est desservi par la ligne 9 du métro à la station Alma - Marceau et par les lignes 1 et 9 du métro à la station Franklin D. Roosevelt.

## Description
Cette avenue qui monte en pente douce vers les Champs-Élysées est agrémentée de jardinets clôturés de grilles pouvant évoquer des cours anglaises. Il s'agit, au même titre que la rue du Faubourg-Saint-Honoré située un peu plus au nord, d'un des hauts lieux de la mode parisienne. Après la Seconde Guerre mondiale, l'installation de Christian Dior entraîne le développement du commerce de luxe dans l'avenue. Dans les récentes années, l'avenue Montaigne semble avoir connu un nouvel essor au détriment notamment de la rue du Faubourg-Saint-Honoré,. On y trouve les boutiques de grandes enseignes de luxe françaises et étrangères.
L’avenue Montaigne présente des différences certaines avec l'avenue des Champs-Élysées toute proche : elle est moins animée et davantage tournée vers le luxe, en particulier vers la haute couture. Le prix des loyers commerciaux, en revanche, y est sensiblement moins haut, même s'il est l'un des plus élevés de Paris. Au premier semestre 2007, les loyers annualisés pour un mètre carré en pied d'immeuble s'étageaient entre 3 800 et 6 000 euros, contre 5 500 à 10 000 euros sur les Champs-Élysées.
En 2024, le prix moyen du m2 sur l’avenue se situe dans une fourchette comprise entre 13 239 € et 30 681 €, avec un prix moyen de 21 676 €.
Depuis 1911, l'avenue abrite le célèbre théâtre des Champs-Élysées, exemple de style Art déco, et le Plaza Athénée, l'un des dix palaces parisiens.
Depuis le 16 juin 1987, l'avenue Montaigne est jumelée avec la Madison Avenue à New York, avec les quartiers Ginza de Tokyo depuis 1989 et Sakae Machi de Nagoya depuis 1998. Le 18 septembre 2008 intervient le jumelage avec le quartier de l'avenue Louise à Bruxelles. Enfin, l'avenue entreprend le jumelage avec la Königsallee, à Düsseldorf (Allemagne), en 2014, tous ces lieux regroupant le pôle Luxe de leurs villes respectives.
Depuis le début du siècle, le Comité Montaigne (fondé en 1973) s’attache à faire rayonner l’image de l’avenue Montaigne et de la rue François-Ier en France et dans le monde. Présidé par Jean-Claude Cathalan, le mari de Hiroko Matsumoto et ancien responsable du groupe Révillon-Luxe (Révillon, Karl Lagerfeld…), des Parfums Caron, et de la maison de haute couture Jean-Louis Scherrer, il réunit la plupart des maisons de couture et de luxe qui y sont installées et organise des événements destinés à marquer l’agenda parisien, comme les Vendanges Montaigne en septembre, la fête des catherinettes ou la mise en lumière des arbres pour les fêtes de fin d’année.

## Origine du nom

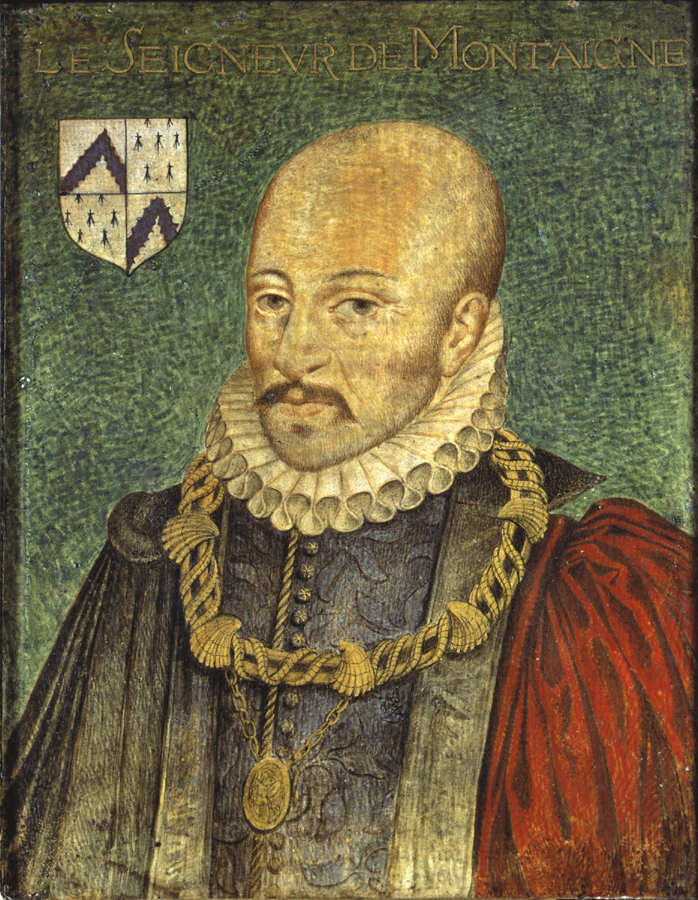
Portrait présumé de Montaigne.

Cette voie rend hommage, depuis 1850, au philosophe Michel de Montaigne (1533-1592).

## Historique

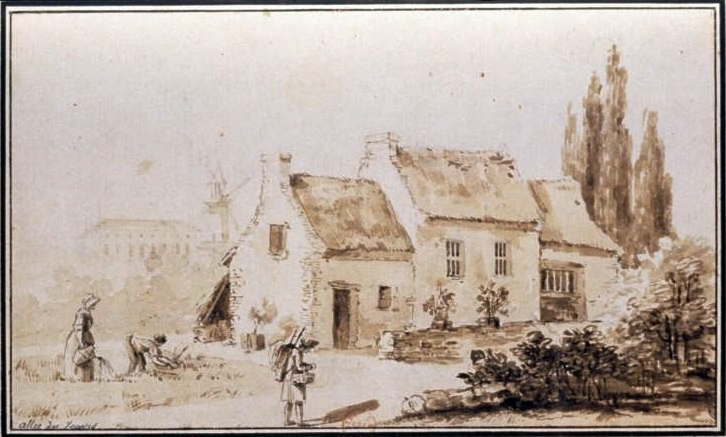
Allée des Veuves.

En 1672, on trouvait à l'emplacement actuel de l'avenue Montaigne un simple chemin desservant les cabanes des jardiniers du marais des Gourdes, terrain appartenant aux dames de la Visitation-Sainte-Marie, limité à l'ouest par le Grand Égout descendant de Ménilmontant vers la Seine (correspondant à l'actuelle rue Marbeuf), à l'est par le côté impair de l'avenue Montaigne, au nord par les Champs-Élysées et au sud par la Seine. Le mot « gourde » désignait une sorte de courge, car on y cultivait des légumes. On l'appelle aussi « allée des Soupirs » vers 1720 et « avenue Verte » vers 1750.
Cette allée fut plantée d'une double rangée d'ormes en 1770 sur ordre du marquis de Marigny, directeur général des Bâtiments du Roi, et surnommée « allée des Veuves », car on y rencontrait des femmes seules à la recherche d'une aventure galante en dehors de la ville. C'était un lieu mal éclairé et mal famé où l'on ne trouvait que quelques guinguettes louches à l'instar de celle qu'Eugène Sue y place dans Les Mystères de Paris (1838). C'est d'ailleurs au pied de l'un des ormes de l'allée des Veuves, situé devant la maison d'une certaine femme Brûlé, que furent enfouis les bijoux de la Couronne dérobés à l'hôtel du Garde-meuble en septembre 1792. C'est dans cette allée des Veuves que Hippolyte Triat fit construire à partir de 1846 son gymnase couvert, possédant un plancher de 40 mètres de long. 
En 1850, l'avenue est rebaptisée « avenue Montaigne ». Lors de l'Exposition universelle de 1855, le Palais des Beaux-Arts, construit par l'architecte Hector-Martin Lefuel, est édifié avenue Montaigne. Des maisons élégantes commencent à se construire le long de l'avenue, qui change complètement de caractère et devient l'un des lieux à la mode du nouveau quartier des Champs-Élysées.

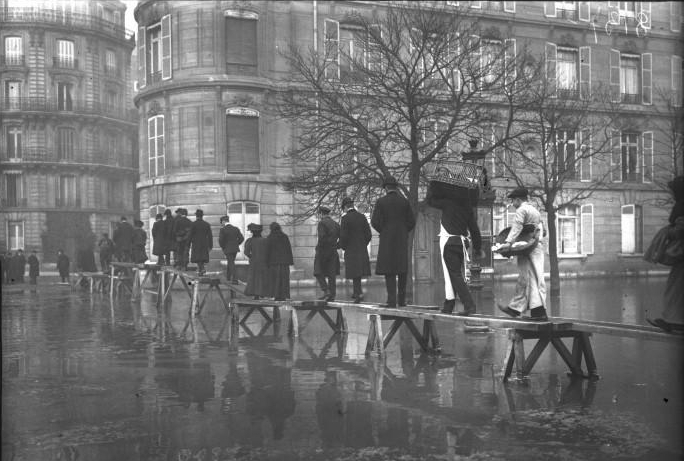
L'avenue pendant la crue de la Seine de 1910.

Jusqu'à la fin du XIXe siècle, l'avenue Montaigne était essentiellement résidentielle, bâtie de beaux immeubles et d'hôtels particuliers, habités par la noblesse et la haute bourgeoisie. Au XXe siècle, le prestige de l'adresse attira industriels et banquiers qui choisirent d'y installer le siège de leurs entreprises et certains couturiers commencèrent à y établir leurs ateliers. Après la Libération, les maisons de haute couture les plus luxueuses y ouvrirent des boutiques. « Cette mainmise progressive des affaires se joue en trois temps : apogée mondain d'une aire résidentielle, hégémonie des bureaux et des locaux commerciaux, déclin urbain de rues qui se dévitalisent, ayant été vidées de leur population résidente. »
Son prolongement, de l'autre côté des Champs-Élysées, s'appelait « rue Montaigne », comme en témoignent encore divers commerces. Il a été débaptisé pour honorer l'aviateur Jean Mermoz en 1937.

## Bâtiments remarquables et lieux de mémoire

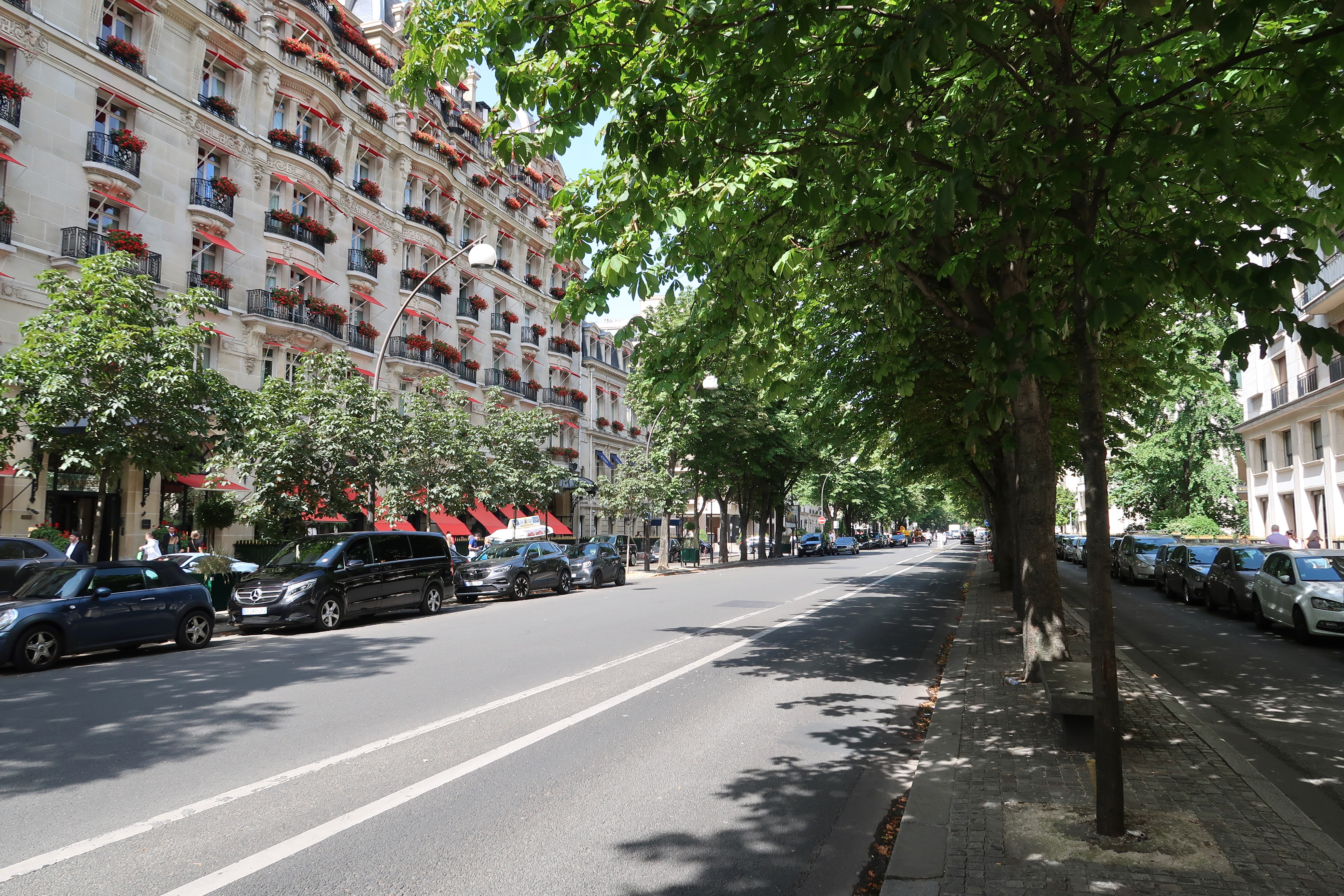
L'avenue à hauteur du Plaza Athénée.

### Bâtiments existants
- Le producteur de cinéma Jean-Pierre Rassam (1941-1985) a vécu avenue Montaigne, logeant à un moment le futur président algérien Chadli Bendjedid, avant d'emménager avec Carole Bouquet avenue de La Motte-Picquet[14].
- No 2 (et 46, rue Jean-Goujon) : l'ingénieur des Arts et Métiers et grand collectionneur Émile Chouanard (1876-1930) habite à cette adresse, au quatrième étage, dans les années 1900[15], dans un appartement dont le vestibule est décoré par le peintre Gaston La Touche (1854-1913) ; ce panneau se trouve aujourd'hui au Petit Palais[16].

Entre autres enseignes, le rez-de-chaussée a abrité un magasin de mode Paul & Joe. En 2022, une boutique de la marque de parfumerie de luxe française Henry Jacques s'installe à cette adresse.
- No 3 : « L'hôtel qui portait le no 3 était celui de la comtesse Véra de Talleyrand-Périgord. Quand je l'ai connue, Mme de Talleyrand donnait des dîners brillants où se retrouvait une élite composée d'aristocrates et de gens de lettres. La chère était délicate, car la maîtresse de maison était elle-même fort gourmande, péché mignon qui lui avait valu d'acquérir avec l'âge un embonpoint assez considérable. […] Véra Bernardaky avait été mariée, à dix-huit ans, avec le comte de Talleyrand, diplomate quinquagénaire »[18],[19].
- No 5 : Jean Jules Jusserand (1855-1932), diplomate, ambassadeur de France aux États-Unis, membre de l’Institut de France, grand-croix de la Légion d'honneur, avait son domicile à cette adresse et y est décédé[20]. La Bibliothèque historique de la Ville de Paris conserve une série de photos signées de Thérèse Bonney, datées de 1926, le représentant dans son appartement[21].
- No 7 : hôtel de Dampierre. Hôtel particulier du baron de Dampierre (en 1895). Henri Rillart de Verneuil, homme politique français, sénateur, y possède un appartement à partir de 1895 ; il y meurt le 26 août 1948[22]. L'hôtel abrita la clinique orthopédique du Dr François Calot (1861-1944), spécialisée dans le traitement du mal de Pott.
- No 9 : hôtel de Durfort, construit en 1884 par les architectes Louis Charles Guinot et Ernest-Félix Trilhe, de style néo-Louis XV[23]. La comtesse de Durfort (1876-1962)[24], qui lui a donné son nom, née Chateaubriand, était la petite-nièce du vicomte de Chateaubriand, le célèbre écrivain, et la propriétaire du château de Combourg. L'homme de lettres André de Fouquières écrit en 1953 : « L'hôtel de Mme de Durfort a été vendu à un grand industriel de la parfumerie et, peu de temps après, acquis par la “Sécurité sociale”[25]. ».

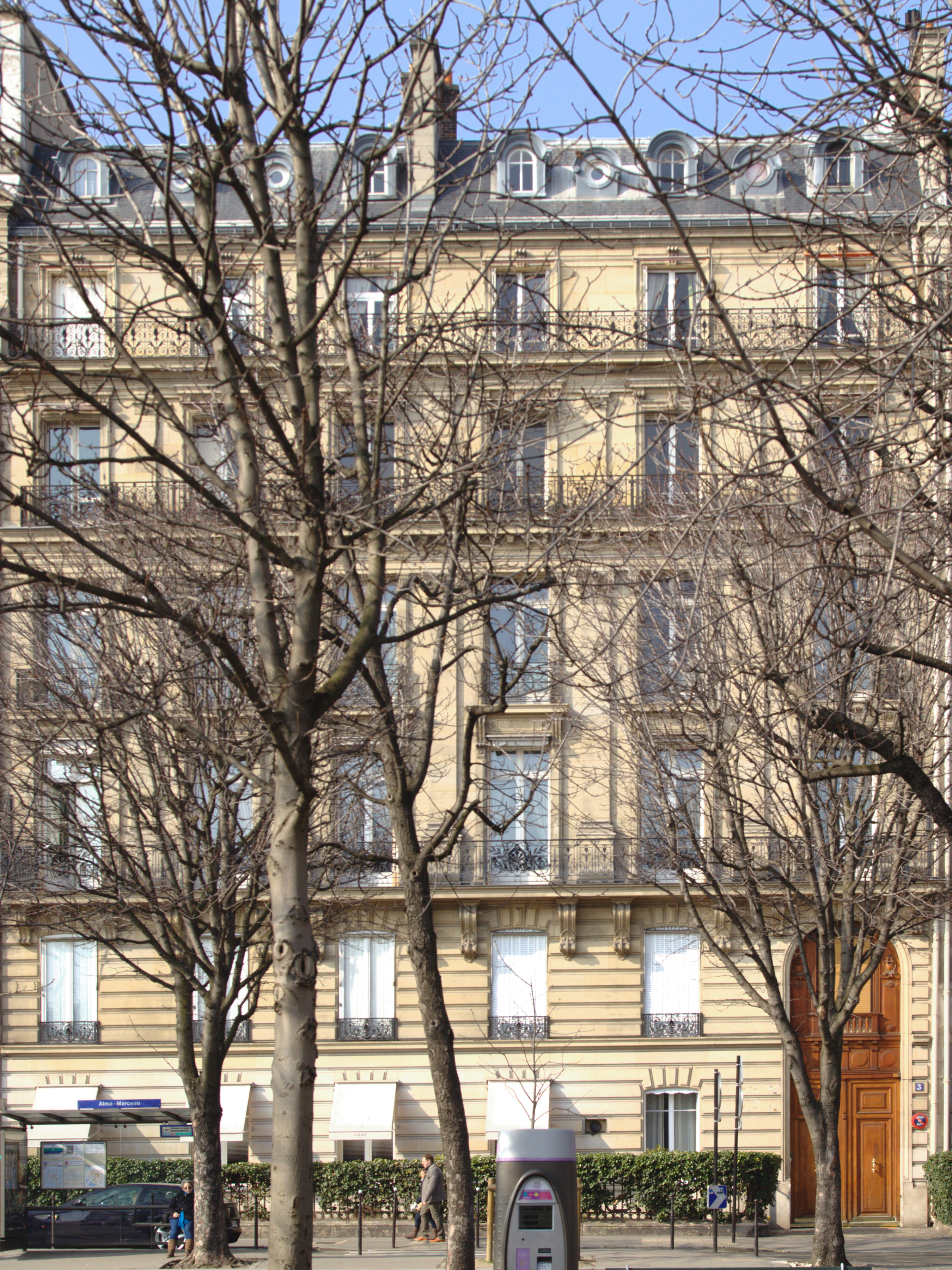
Le no 3.
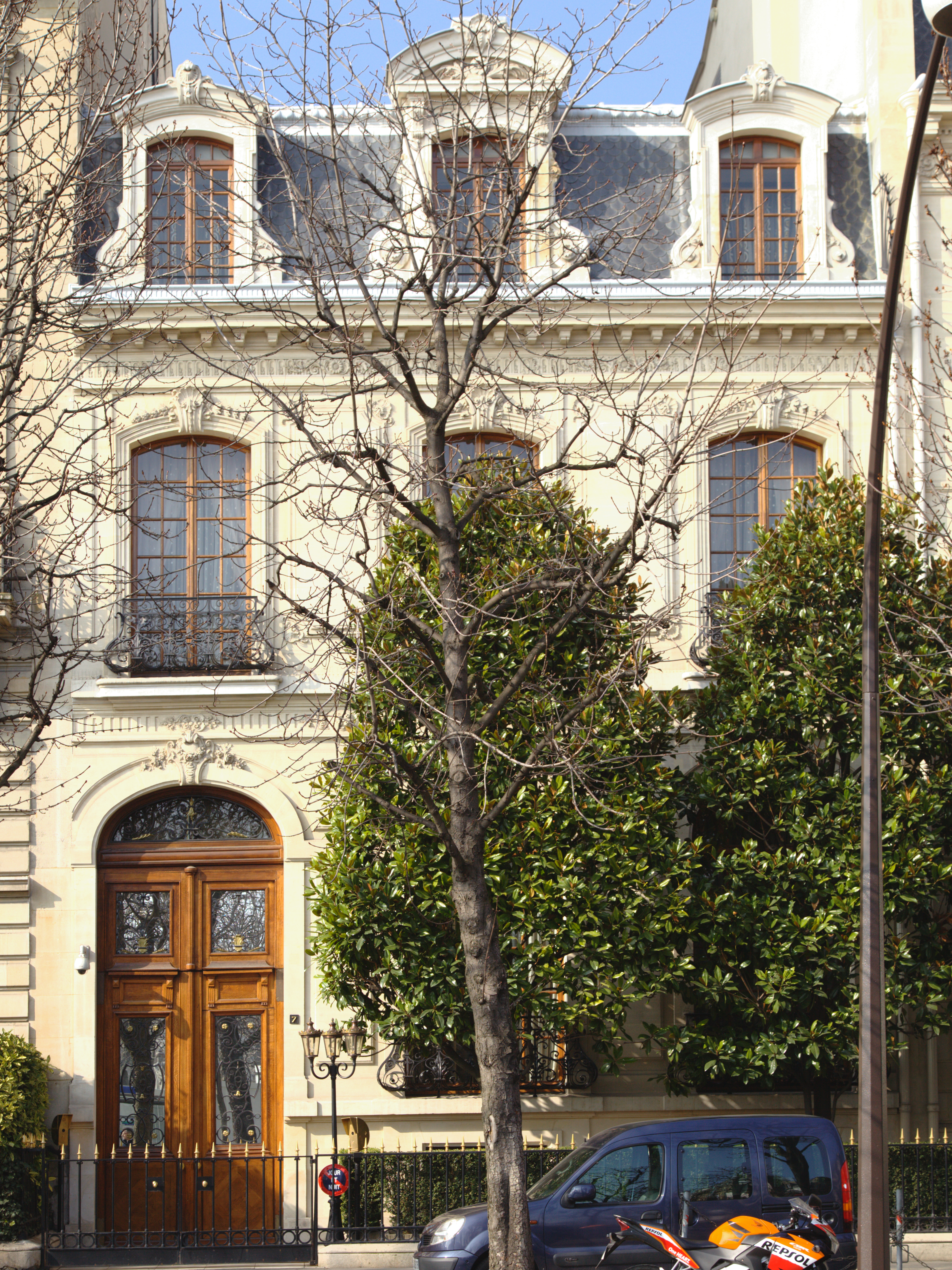
Le no 7.
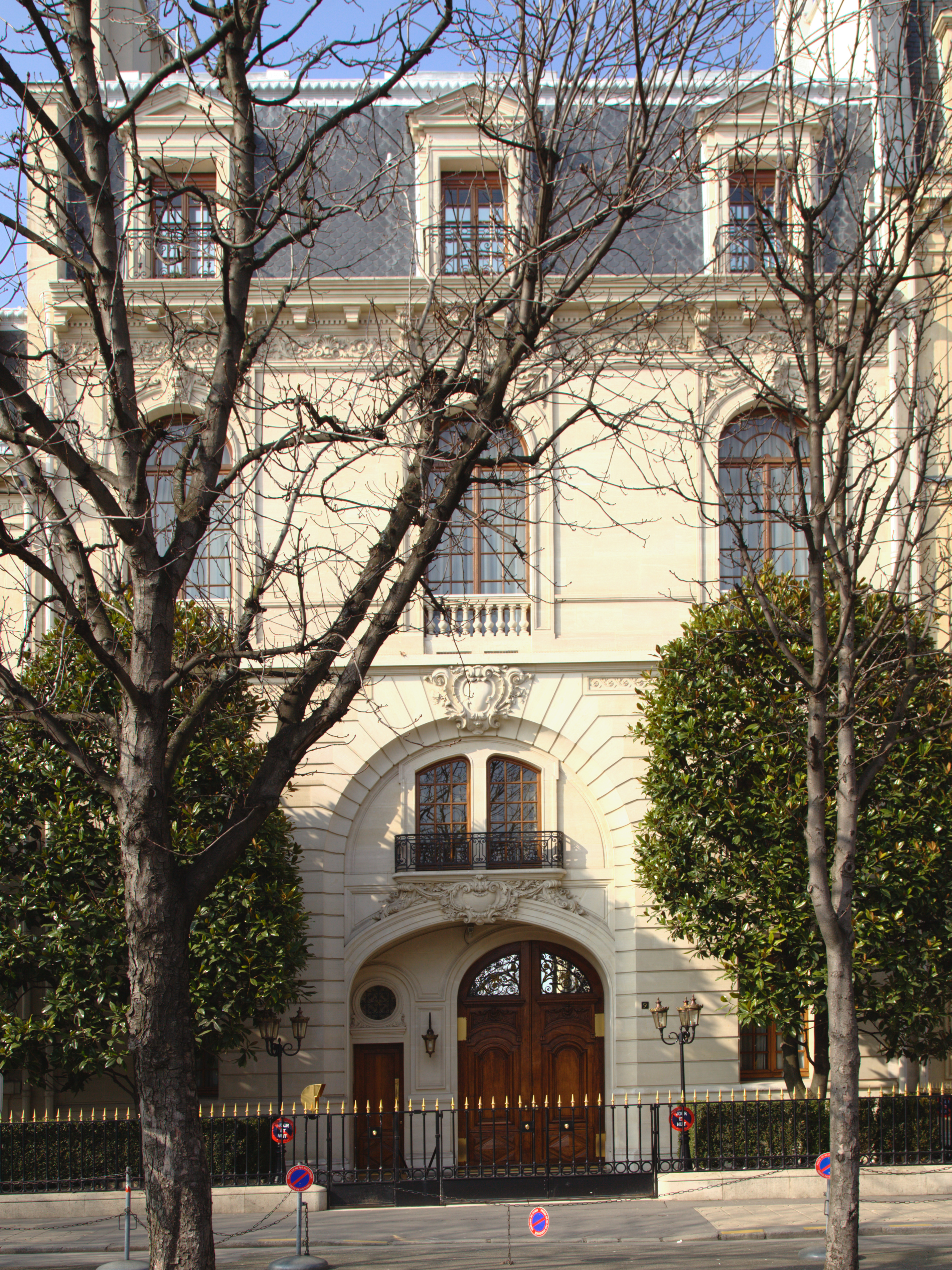
Le no 9.
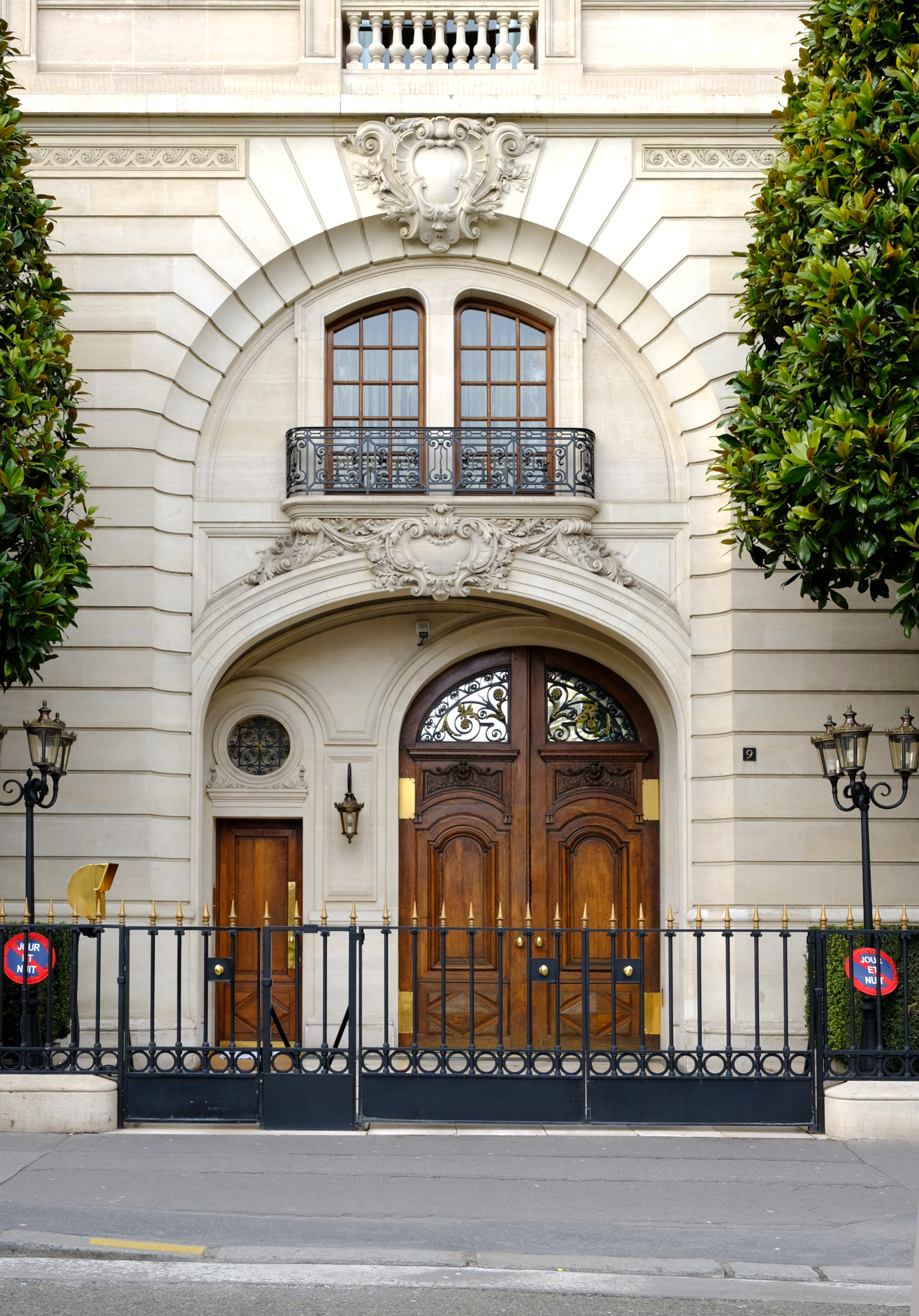
Le no 9 : détail de la porte.
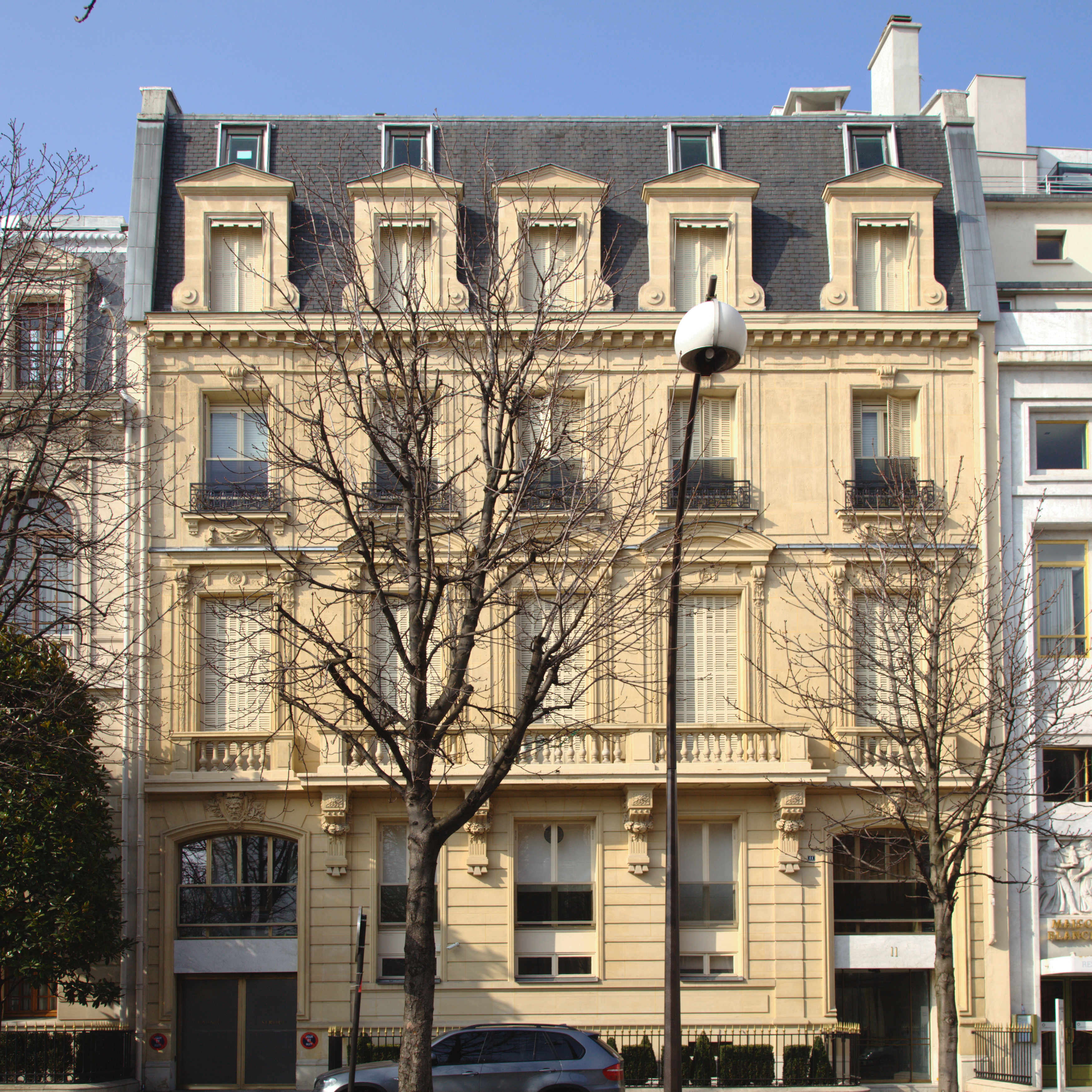
Le no 11.

- No 11 : hôtel de Lesseps. Acquis par Ferdinand de Lesseps (1805-1894) au nom de la jeune femme qu'il a épousée en secondes noces en 1869, Louise-Hélène Autard de Bragard (1848-1909), qui lui donnera douze enfants s'ajoutant aux cinq enfants de son premier mariage, et habité ensuite par sa famille. Selon le New York Times du 17 avril 1886 : « M. de Lesseps est splendidement logé dans une nouvelle maison de l'avenue Montaigne, acquise grâce à l'argent gagné par Mme de Lesseps avec ses investissements dans le canal de Suez. […] Le hall de l'hôtel de Lesseps est parmi les plus grands des maisons modernes de Paris[26]. » Résidence en 1953 de la comtesse de Villiers-Terrage[27].
- No 12 : Marlene Dietrich y occupa de 1980 jusqu'à sa mort, en 1992, un petit appartement de 65 m2 situé au 4e étage. Le chah d'Iran Reza Pahlavi y a résidé (nom inscrit dans l'annuaire) lors de ses passages à Paris ainsi que le prince Rainier de Monaco[réf. nécessaire].
- No 15 : théâtre des Champs-Élysées, inauguré en 1913.  Classé MH (1957).
- No 20 : dans cet immeuble, situé en face du palace Plaza Athénée, le marchand d’art Daniel Wildenstein (1917-2001), « l’homme aux 10 000 tableaux », possède un appartement de 500 m2[28],[29], un penthouse situé au neuvième étage où il passe une grande partie de l’année[30]. « Chaque matin, y compris le dimanche, à l’exception des jours fériés, le milliardaire quitte son domicile de la rue Montaigne à 8 h 20 précises. »[31] À sa mort, l’appartement devient la propriété de ses fils, Alec Wildenstein et Guy Wildenstein[32], éleveurs et marchands d’art.
- No 22 : siège de Antenne 2 puis de France 2 de 1981 à 1998 et depuis siège du groupe LVMH et d'une boutique Louis Vuitton.
- No 25 : hôtel Plaza Athénée, inauguré en 1913.
- No 26 : immeuble d’habitation, avec local commercial au rez-de-chaussée, construit en 1937 par l’architecte Louis Duhayon, signé en façade[33]. Les ferronneries sont l’œuvre de Raymond Subes, les grès de l’usine Gentil et Bourdet. Cet immeuble, de style Art déco, est protégé au titre du PLU[34].
- No 28 : ancien hôtel de Saint-Vallier (en 1910). Surélevé et dénaturé. C'est dans cet hôtel, ou peut-être dans un hôtel édifié précédemment au même emplacement, que vint loger en 1857 la comtesse de Castiglione. André Becq de Fouquières écrit : « C'est là qu'une nuit, à 3 heures du matin, l'Empereur regagnant le petit coupé dans lequel il était venu, sans escorte naturellement, vit surgir trois ombres qui se jetèrent à la tête des chevaux et tentèrent de les arrêter. Grâce à la présence d'esprit du cocher qui cingla vigoureusement les bêtes, l'attelage s'enleva au galop, renversant les assaillants, et ramena aux Tuileries un souverain à qui sa liaison avec “la plus belle femme du monde” avait failli coûter la vie[35]. »
- No 29 : ancien hôtel de Gustave Schlumberger, membre de l'Académie des inscriptions et belles-lettres.

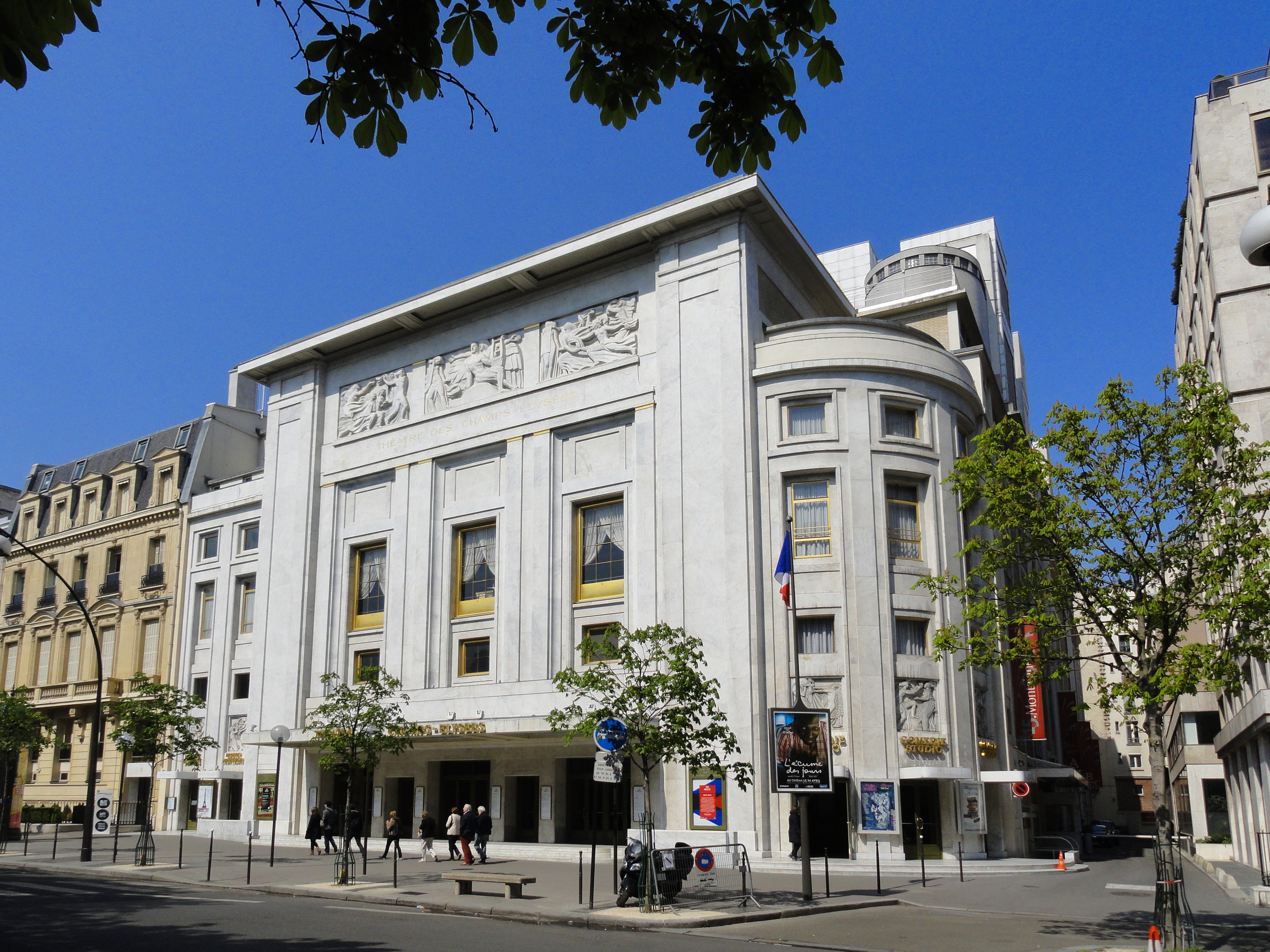
Le théâtre des Champs-Élysées au no 15.
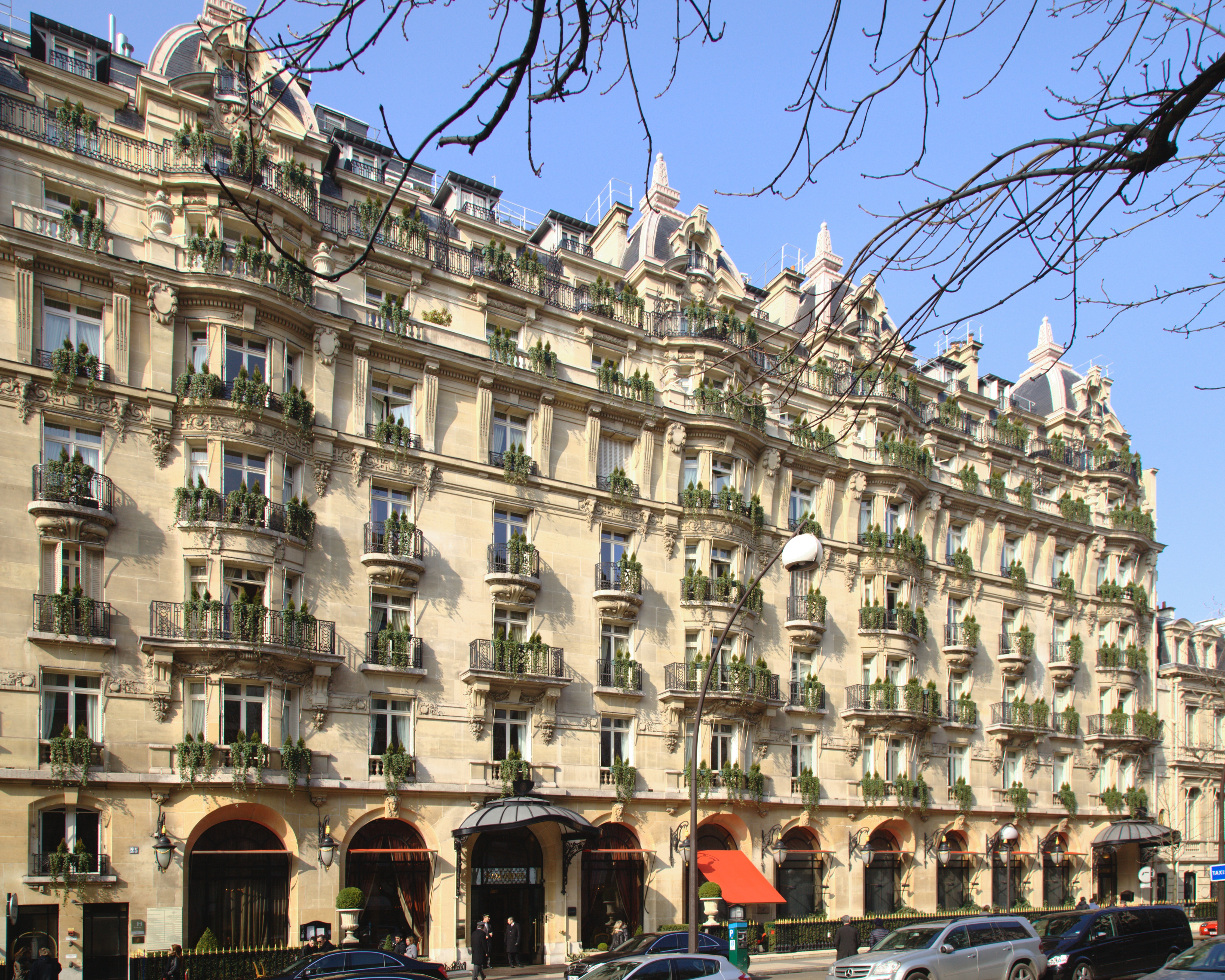
Hôtel Plaza Athénée au no 25.
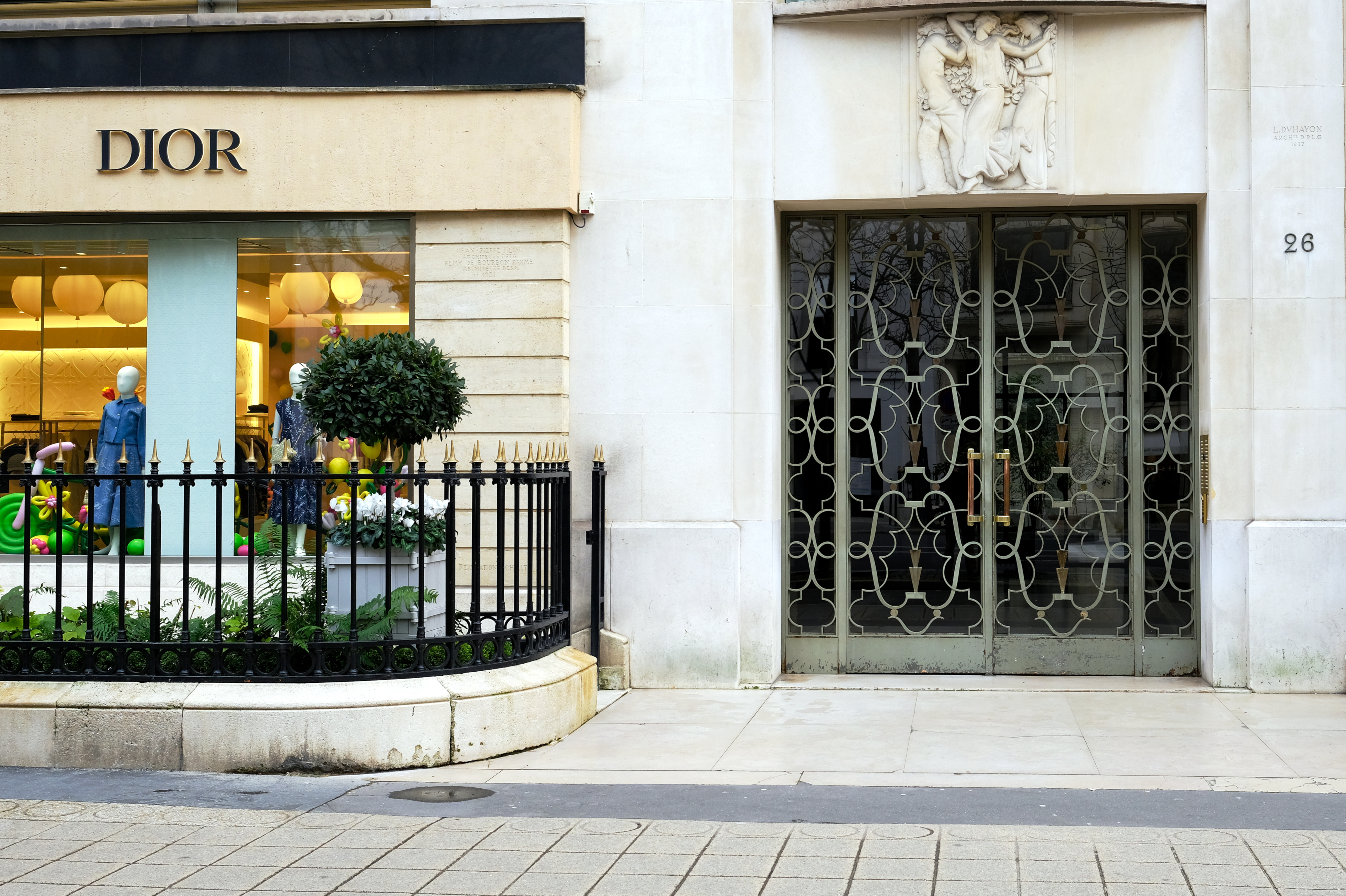
Le no 26.
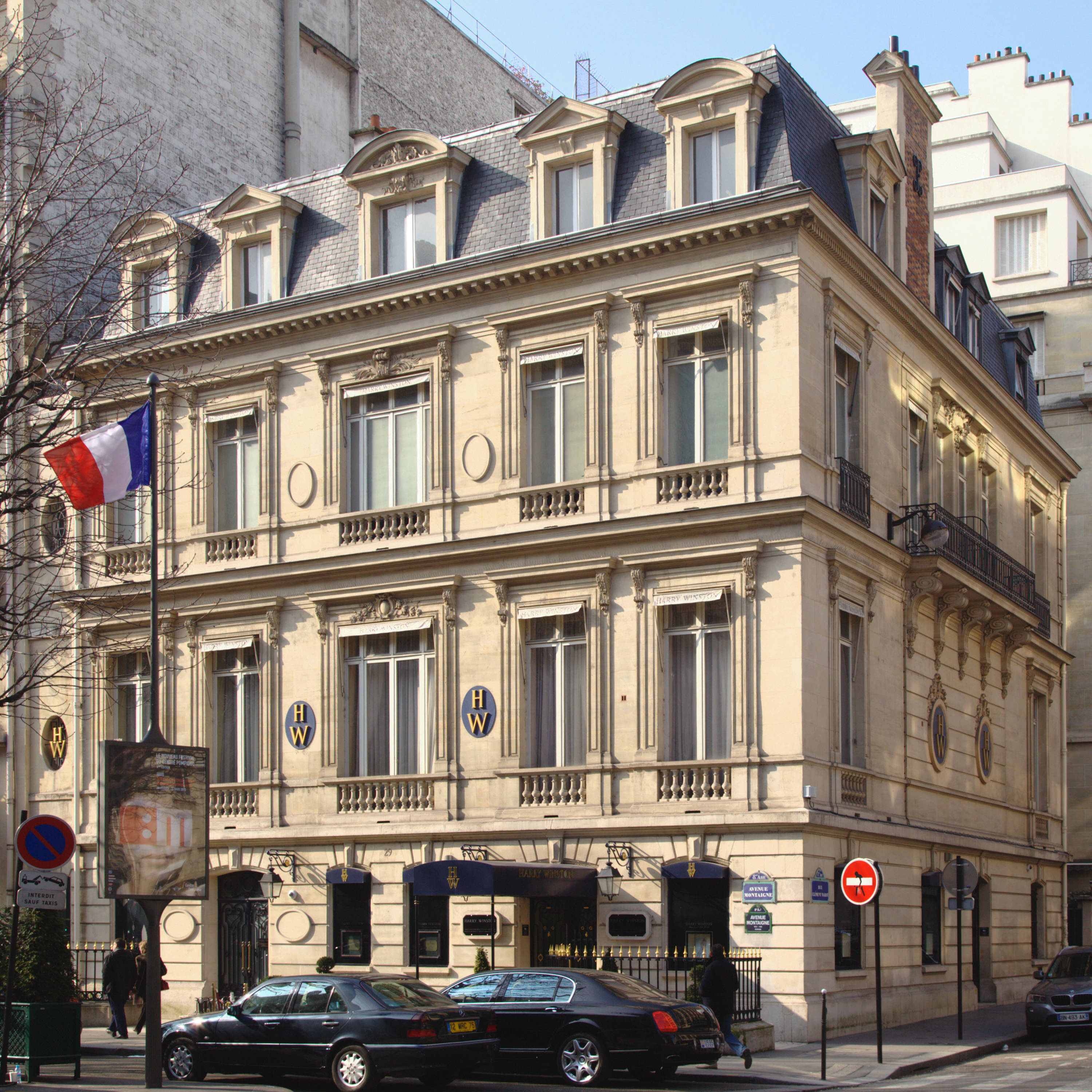
Hôtel Schlumberger au no 29.
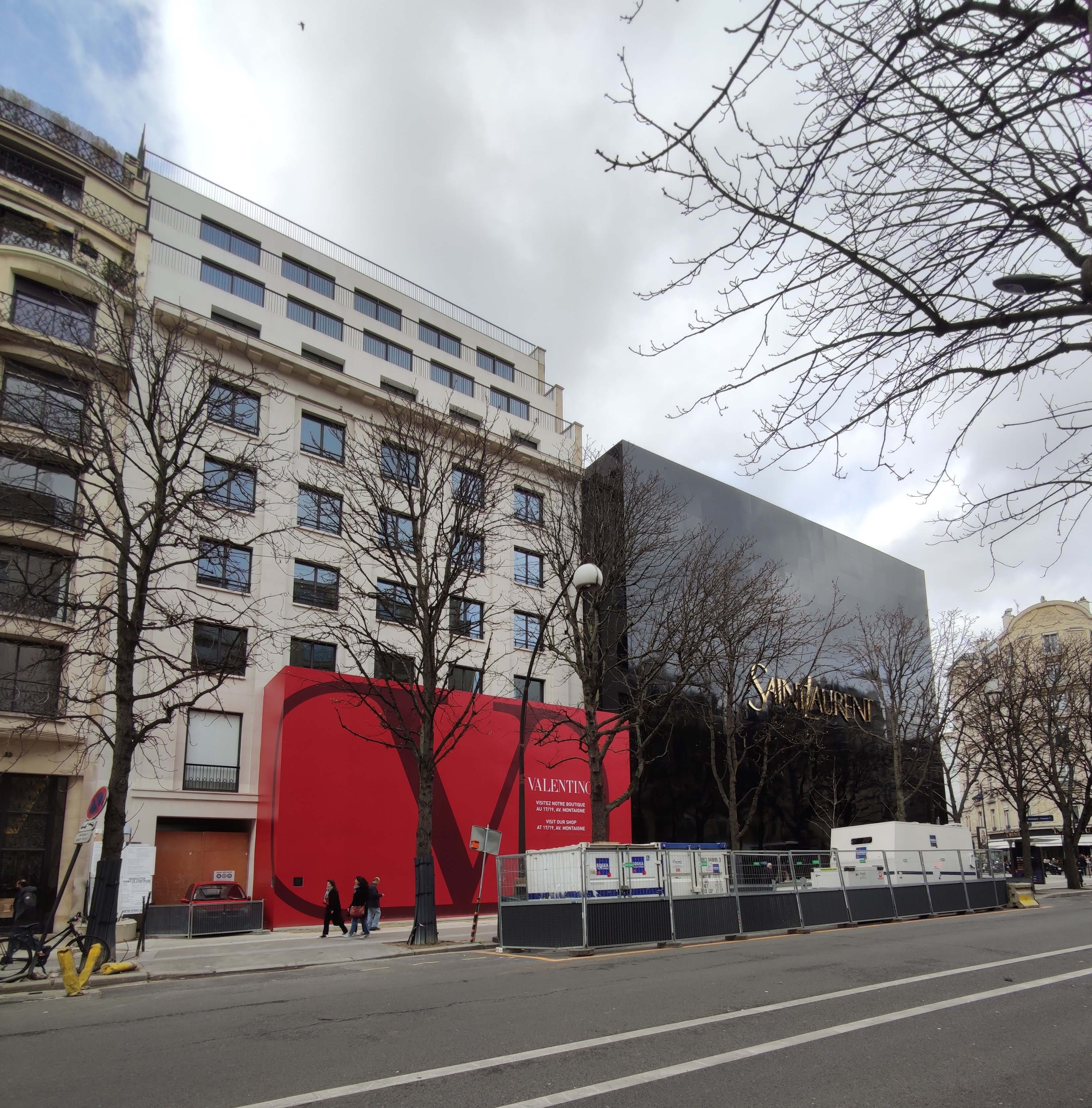
Les nos 35-37 en mars 2023.

- No 30 : hôtel de Millon d'Ailly de Verneuil. Hôtel particulier de trois étages, construit entre 1865 et 1868 pour la veuve d'Alexandre Colonna Walewski, fils naturel de Napoléon Ier, née Maria Anna Catherine Clarissa Cassandra Ricci (1823-1912)[36]. Appartient ensuite à Maurice Louis Alfred Millon d'Ailly de Verneuil, syndic de la Compagnie des agents de change[37]. En troisième lieu, l'hôtel appartient à Mme Boselli[38]. À partir de 1939, l'hôtel est la propriété des familles Villoutreys et Brossard qui le louent à la maison de chapeaux Coralie Couture[36]. En 1946, avec l'appui de Marcel Boussac, Christian Dior y installe sa maison de couture[36]. Le 6 mars 2022, après deux ans de travaux, le magasin Dior, marque du groupe LVMH, rouvre ses portes. S’étendant sur une surface de plus de 10 000 m2, il comprend des espaces de vente, une galerie d’exposition, un restaurant, une pâtisserie, des jardins, des salons privés et une suite hôtelière[39].
- No 33 : en 1910, habité par l'homme de lettre Fernand Vandérem et siège de la Société hippique française.
- No 35 : services consulaires de l'ambassade du Canada (immeuble construit en 1946-1958), agrandis du no 37 en 1978 avec le rachat du siège de Kodak ; l'ambassade déménage en 2017 pour le 130, rue du Faubourg Saint-Honoré[40],[41]. Celle-ci est vendue à Adrien Labi, homme d’affaires britannique, qui, à son tour, en janvier 2023, revend l’immeuble pour 850 millions d’euros au groupe de luxe français Kering[42],[43].
- No 45 : dans cet immeuble a habité de 1922 à 1944 Luis Martins de Souza-Dantas (1876-1954), ambassadeur du Brésil à Paris (plaque commémorative).
- No 46 : dans son appartement est morte Soraya Esfandiari Bakhtiari en 2001.
- No 49 : Lee Radziwill (1933-2019), sœur de Jacqueline Kennedy-Onassis, actrice et décoratrice d'intérieur, possédait un appartement avec vue sur la tour Eiffel au 6e étage de cet immeuble[44].

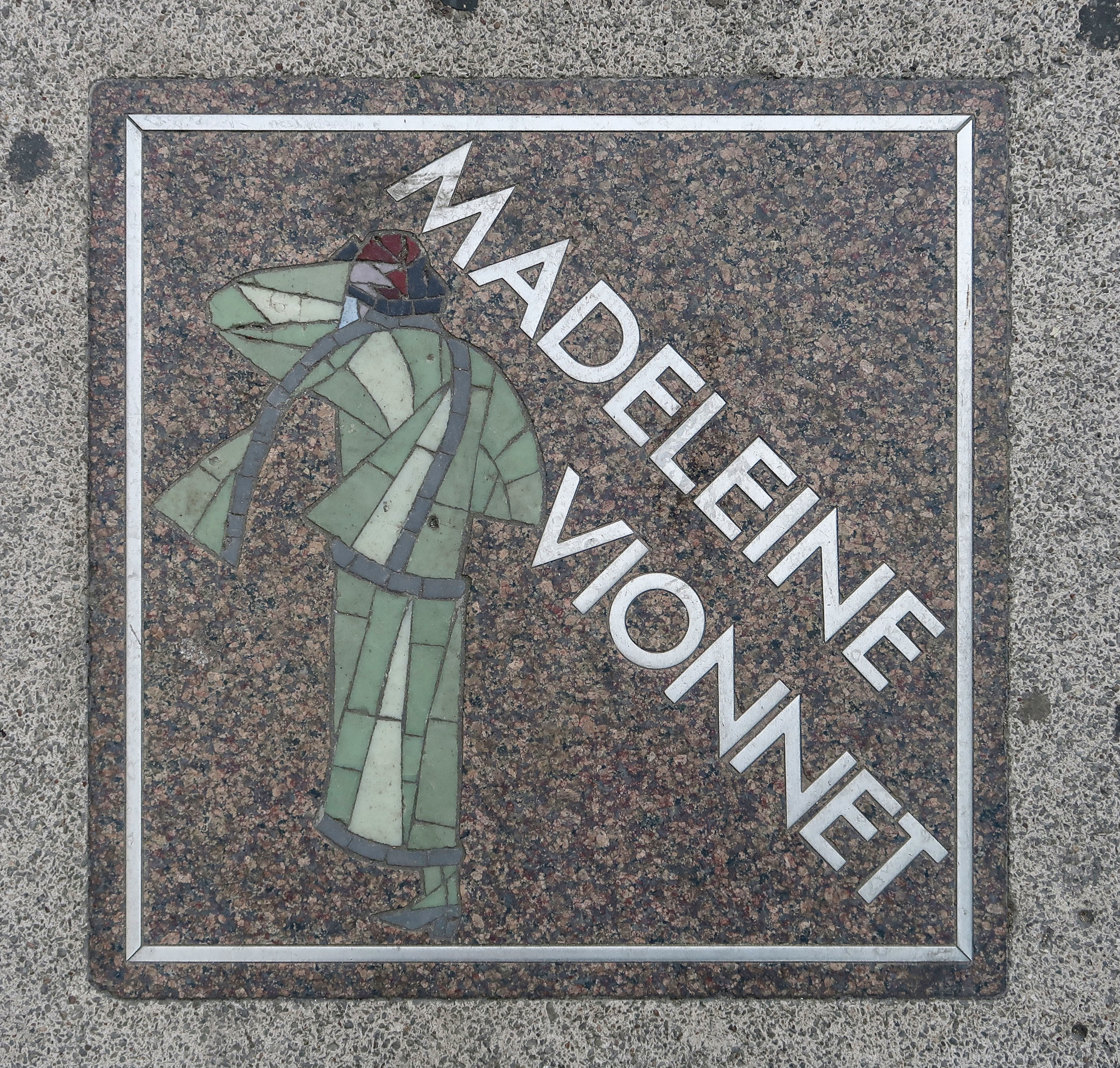
Plaque en hommage à Madeleine Vionnet.
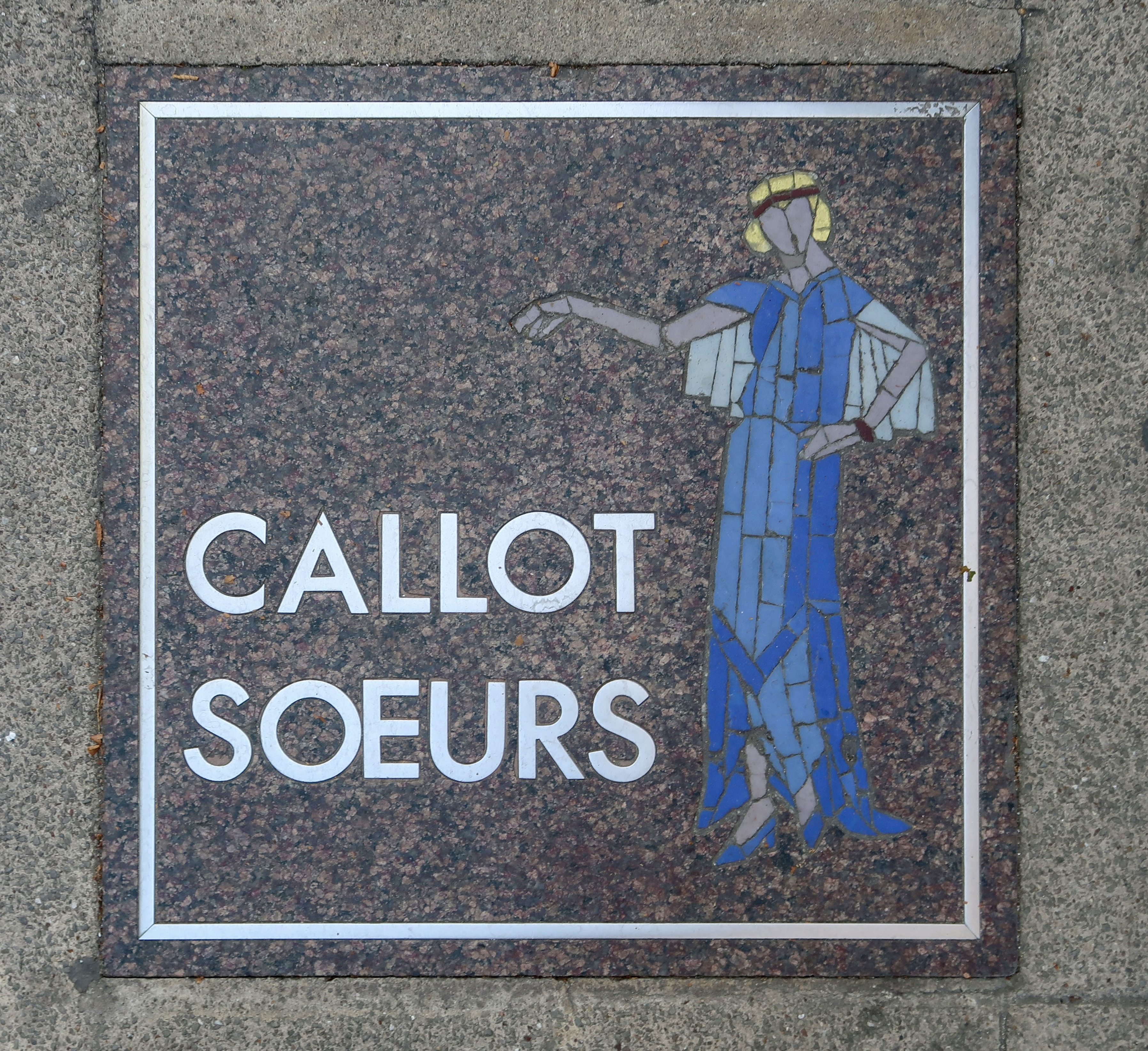
Plaque en hommage à Callot Sœurs.
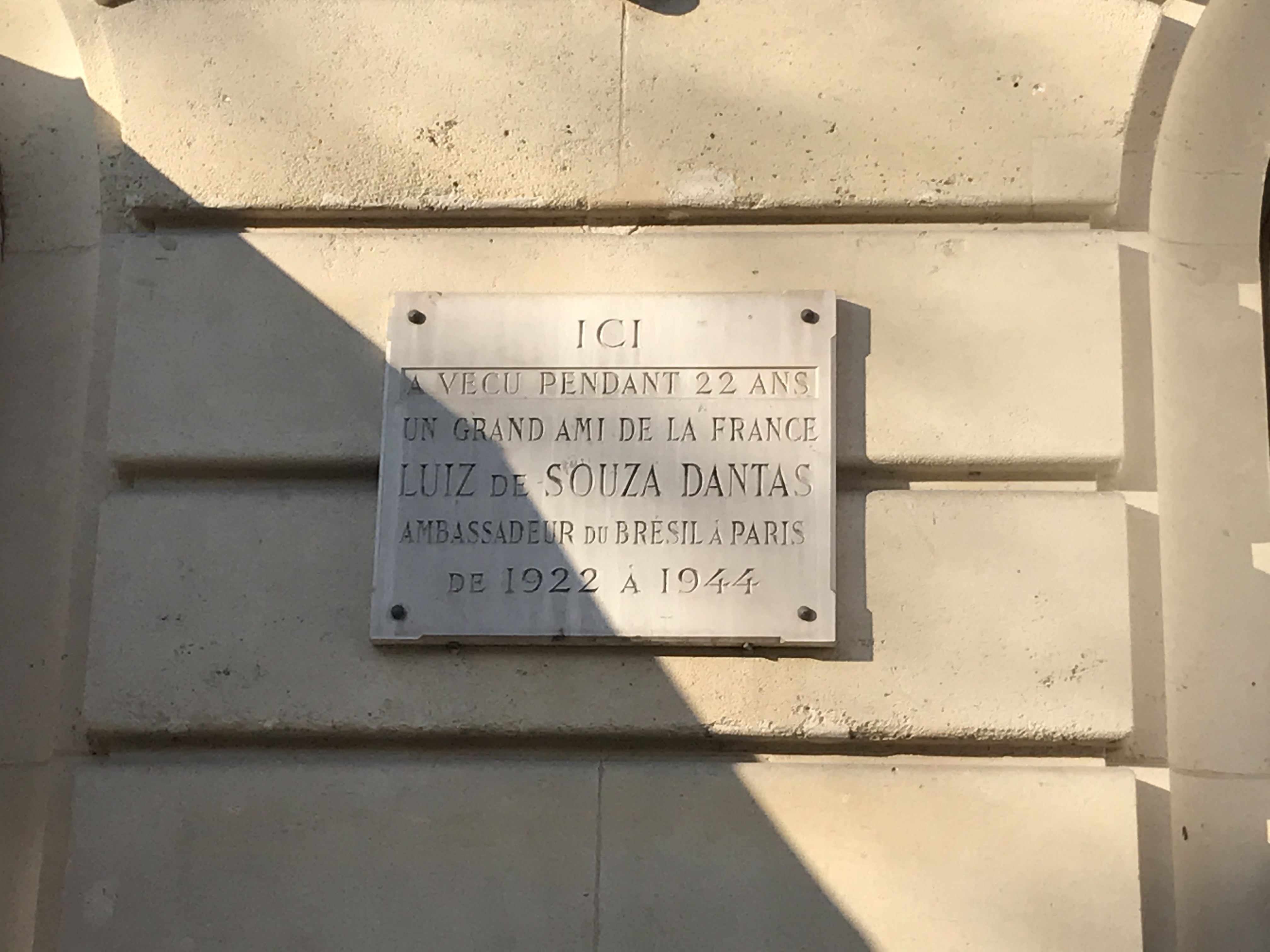
Plaque en hommage au diplomate brésilien Luiz Martins de Souza Dantas, qui vécut au no 45 de 1922 à 1944.
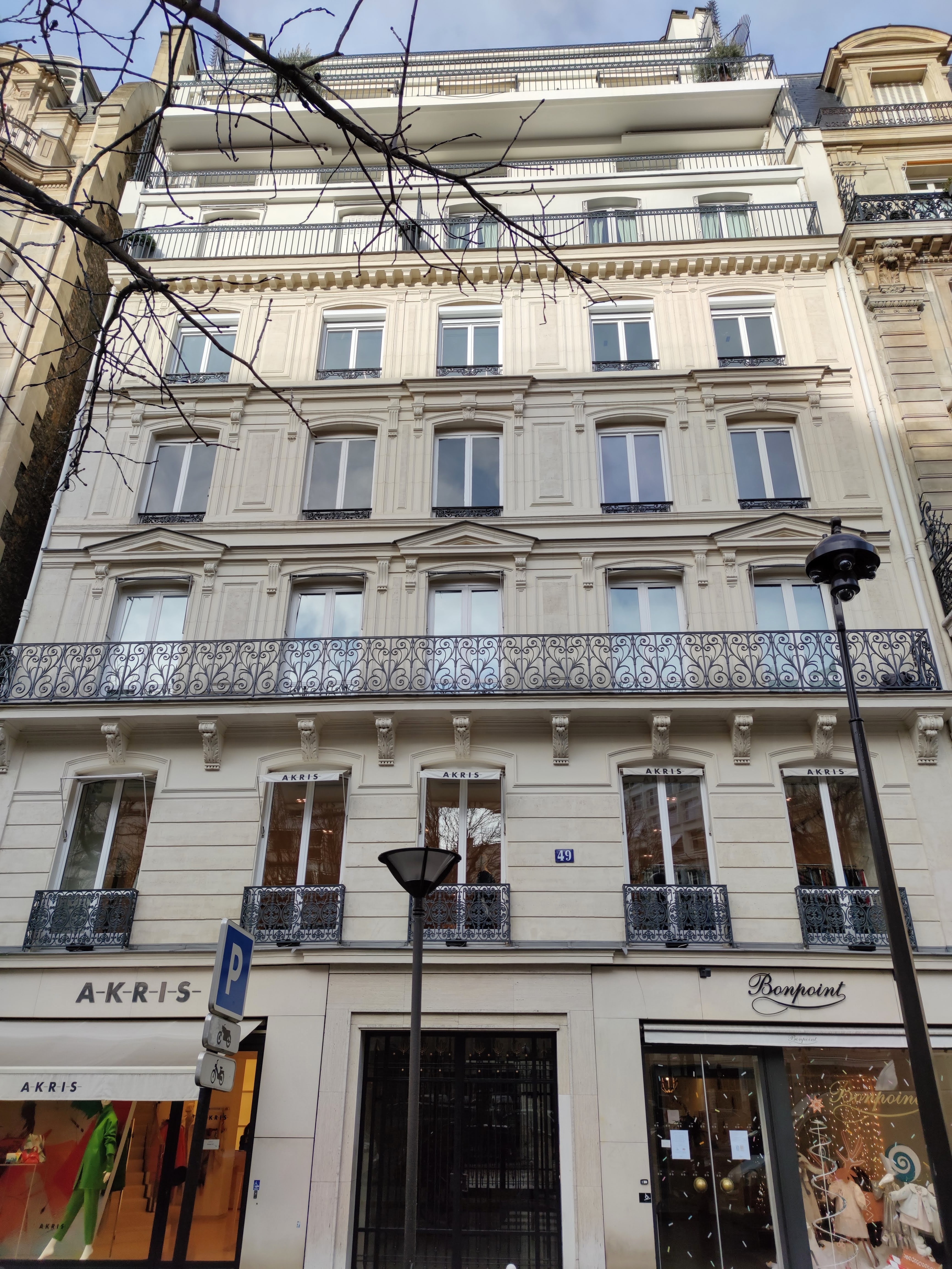
No 49.
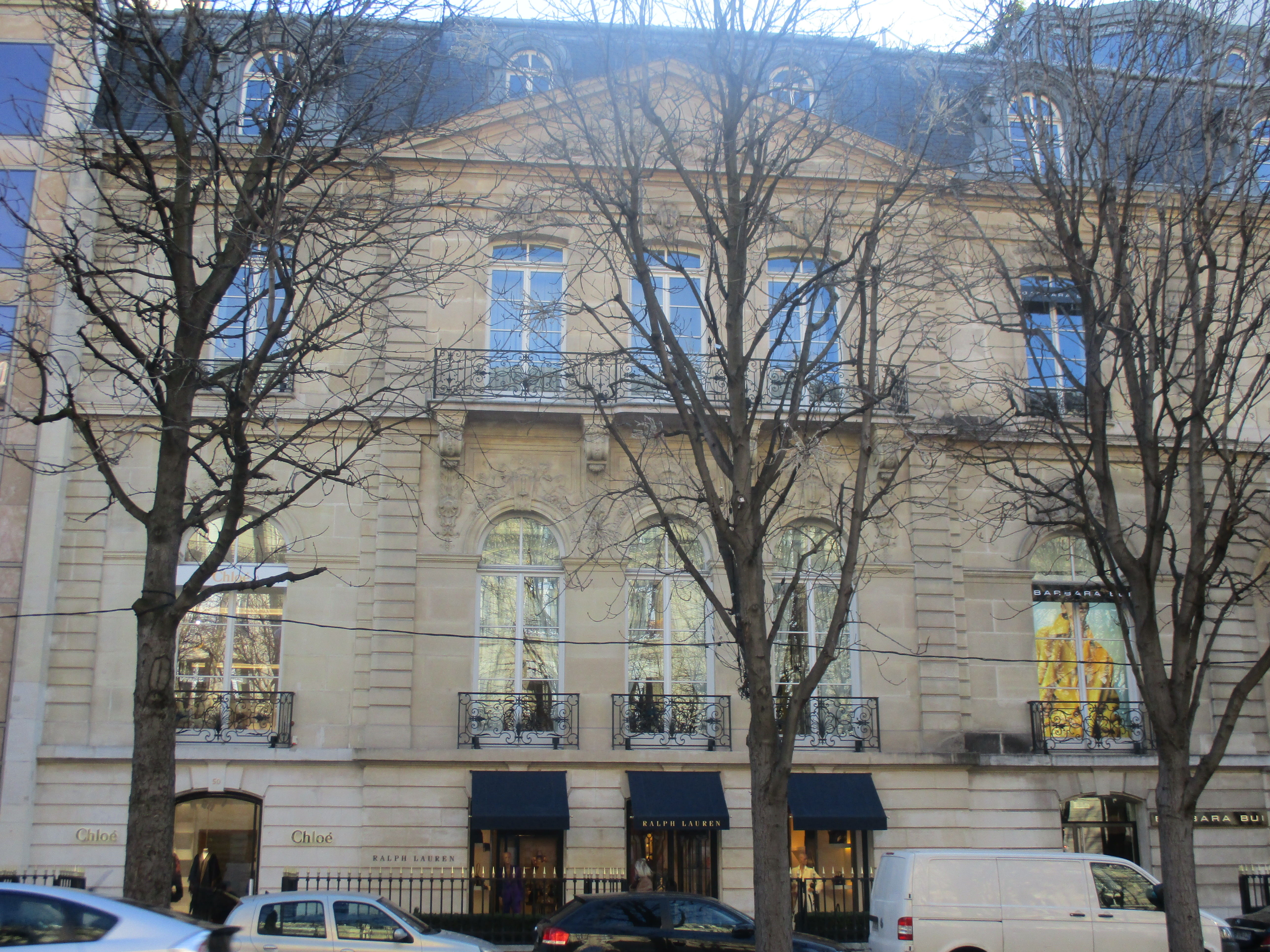
Hôtel de Lariboisière aux nos 50-52.

- No 50 : ancien hôtel de La Riboisière (ou Lariboisière), du nom de ses commanditaires et premiers habitants (comte et comtesse de La Riboisière), construit, selon les sources, en 1880[45] ou en 1892[46]. L'homme de lettres André de Fouquières (1874-1959) en évoque le souvenir : « Dans l'hôtel aux lignes harmonieuses de la comtesse de Lariboisière, femme du sénateur, on entendait de belles musiques [en 1910] dans un salon réputé pour être un centre de grande élégance[37]. » Il ajoute : « Aujourd'hui [en 1953], transformé, agrandi, l'hôtel de Lariboisière ne flambe plus que des mille feux d'une importante société d'appareillage électrique — et ne résonne plus que de musiques débitées en grande série par des postes de radio[38]. »

La couturière Madeleine Vionnet (1876-1975) établit en mars 1923 sa maison de couture dans cet hôtel particulier, dont elle fait un lieu de grand luxe. Dans l'arrière-cour de l'hôtel, elle installe ses huit cent cinquante ouvrières, réparties dans vingt-huit ateliers, dans un immeuble de huit étages. Une plaque sur le sol rend hommage à Madeleine Vionnet, devant le no 34 ; son pendant, sur l'autre trottoir, devant le no 41, rend hommage à la maison de couture Callot Sœurs.
Depuis 2008, l'hôtel abrite une boutique Ralph Lauren.
En 2020-2021, le bâtiment est l’objet d’une importante restructuration. La façade néo-classique, sur l’avenue, est conservée mais le cœur du bâtiment est remplacé par une structure en béton et en verre abritant 12 500 m2   de bureaux et divers équipements destinés aux employés, tels que salle de sport, espace café et théâtre,.
- No 51 : d’après André Becq de Fouquières en 1953 : « Au 51, scintillent les hautes verrières d'un restaurant. De beaucoup plus modestes proportions étaient les fenêtres du rez-de-chaussée qu'habitait John Audley, assez curieux personnage qui se voulait esthète, dilettante, original à tout prix. Il courait les antiquaires à la recherche de la pièce qui eut assuré sa réputation d'homme de goût. Or ses suffrages allaient plus volontiers aux objets d'apparence fastueuse qu'à l'œuvre d'art aux grâces discrètes. Chez lui, on était servi dans des assiettes de jade, sur une nappe tressée de fils d'or. Les rince-doigts eux-mêmes étaient taillés dans des blocs d'améthyste. Son service à café en or massif avait appartenu à la reine Victoria. Il avait été l'ami d'Oscar Wilde. Cet homme rusé, un peu fuyant, mais intelligent, qui excellait en formules lapidaires pour exalter ou exécuter la chose ou l'individu qu'il voulait définir, était digne de séduire l'auteur du Crime de Lord Arthur Saville. Il se disait Anglais, mais je crois, moi, qu'il était d'origine allemande. Il fit, sur le tard, un mariage qui surprit, épousant une Américaine qui n'était pas — de très loin — de la Cinquième avenue… On rencontrait chez lui la société la plus hétéroclite. Ainsi, la première fois que je fus son hôte, il offrait un souper délicat à l'infant Don Luis, fils de l'infante Eulalie. Mais, à quelque temps de là, il me pria à un dîner où je rencontrai deux duchesses, puis quelques artistes, enfin… un boxeur ! Peu de temps avant sa mort, il prit dans sa collection, pour me l'offrir, une clé de chambellan, symbole des grandeurs à la poursuite desquelles il avait consacré sa vie — poursuite qui, d'ailleurs, l'avait conduit à la ruine[50]. »
- No 53 : légation du Costa Rica dans les années 1900[51].
- No 56 : ici demeurait dans les années 1870, Florence Aublet, peintre, élève de Léon Cogniet et d'Hippolyte Lazerges.
- No 58 : immeuble construit par les architectes Charles et Gabriel Blanche, père et fils[52]. Il est à noter qu'un parfum créé en 2012 par ST Dupont et distribué par Interparfums porte le nom  58 avenue Montaigne.
- No 59 : entrée latérale de l’hôtel d'Espeyran, l’entrée principale se situant 7, rond-point des Champs-Élysées ; garage privé et lieu d'exposition de la maison de vente aux enchères Artcurial[53].

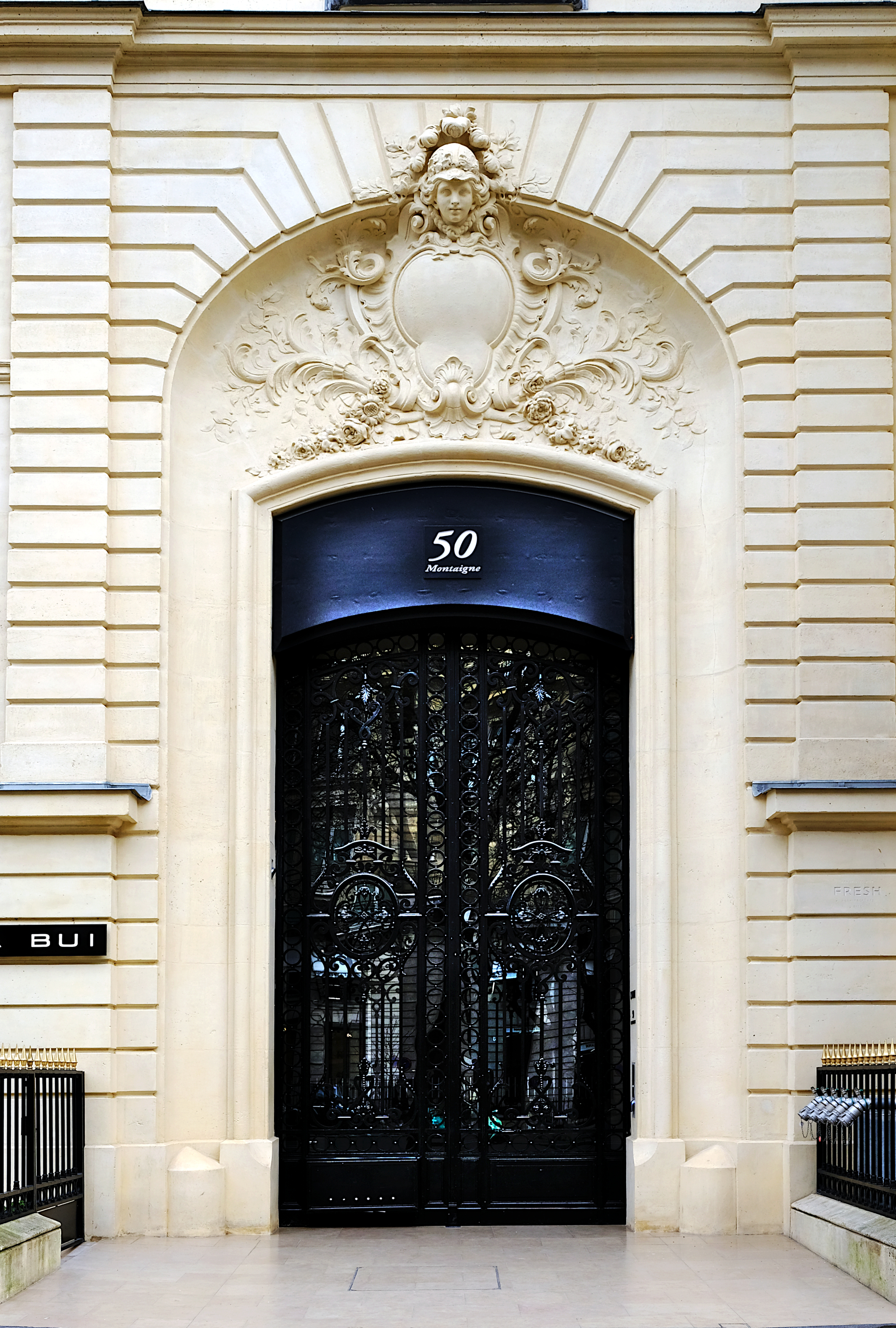
Le no 50.
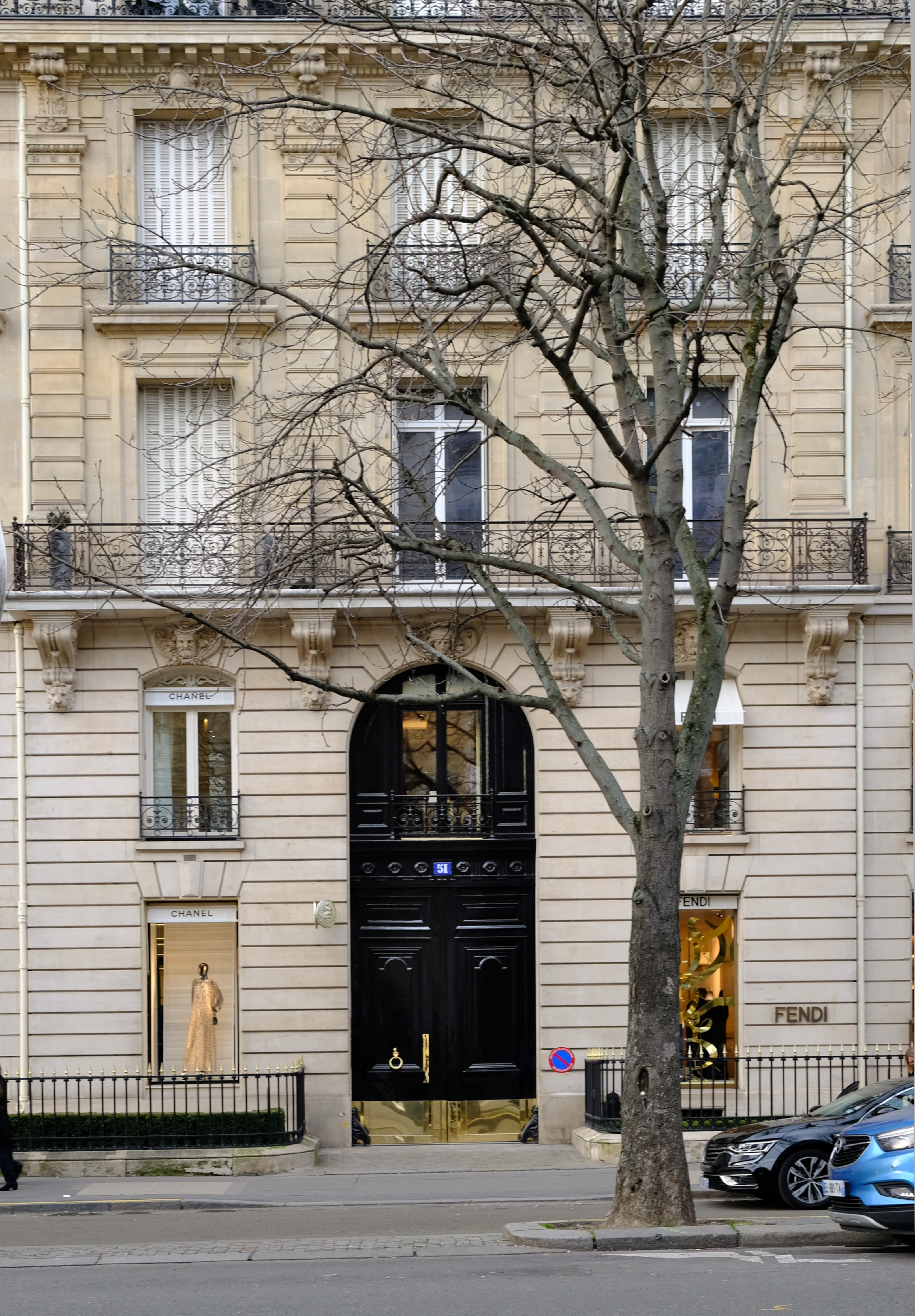
Le no 51.
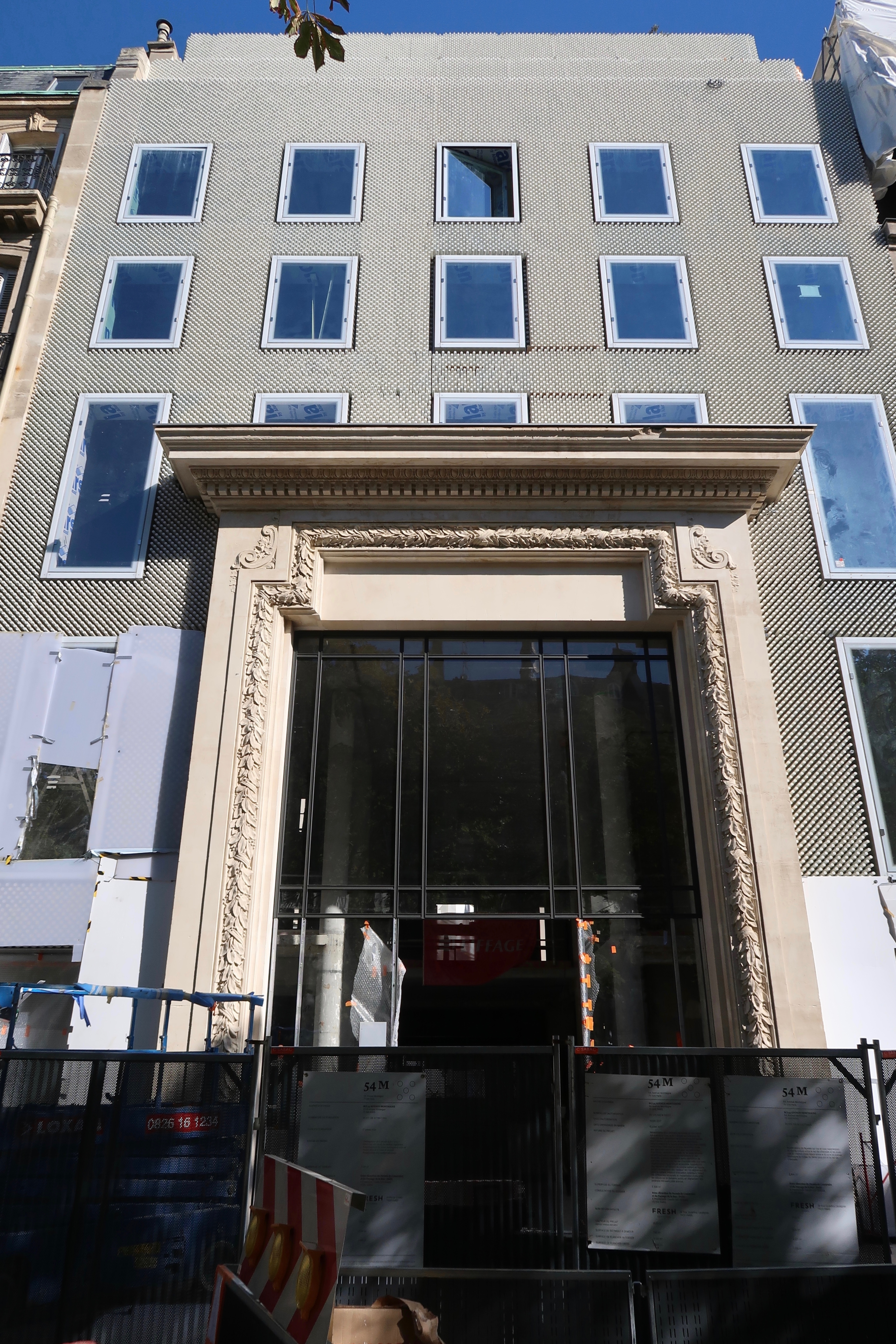
Le no 54.

### Bâtiments détruits
- No 1 (ancien no 31) : à cet emplacement, entre les actuelles avenues Montaigne et George-V, à l'emplacement de la brasserie Chez Francis, se trouvait la « chaumière », longue maison rouge composée d'un rez-de-chaussée et d'un étage, où s'installèrent, après leur mariage en 1794, le conventionnel Tallien (1767-1820) et son épouse Thérésa Cabarrus (1773-1835). Surnommée « Notre-Dame-de-Thermidor », elle y tient un célèbre salon. En 1817, la maison est remplacée par une guinguette, L'Acacia, près de laquelle, dans une ancienne dépendance de la chaumière, Tallien meurt de la lèpre le 16 novembre 1820, pauvre et depuis longtemps délaissé par son ex-épouse devenue princesse de Chimay. Le musée d'Art et d'Histoire de Genève conserve une gravure d’Adolphe Martial Potémont représentant la maison Tallien en 1833[54].
- No 7 : à cet emplacement fut construit pour l'Exposition universelle de 1855 le Pavillon du Réalisme, où Gustave Courbet exposa quarante tableaux dont L'Atelier du peintre[55]. Le Pavillon fut démonté en décembre 1855[56].

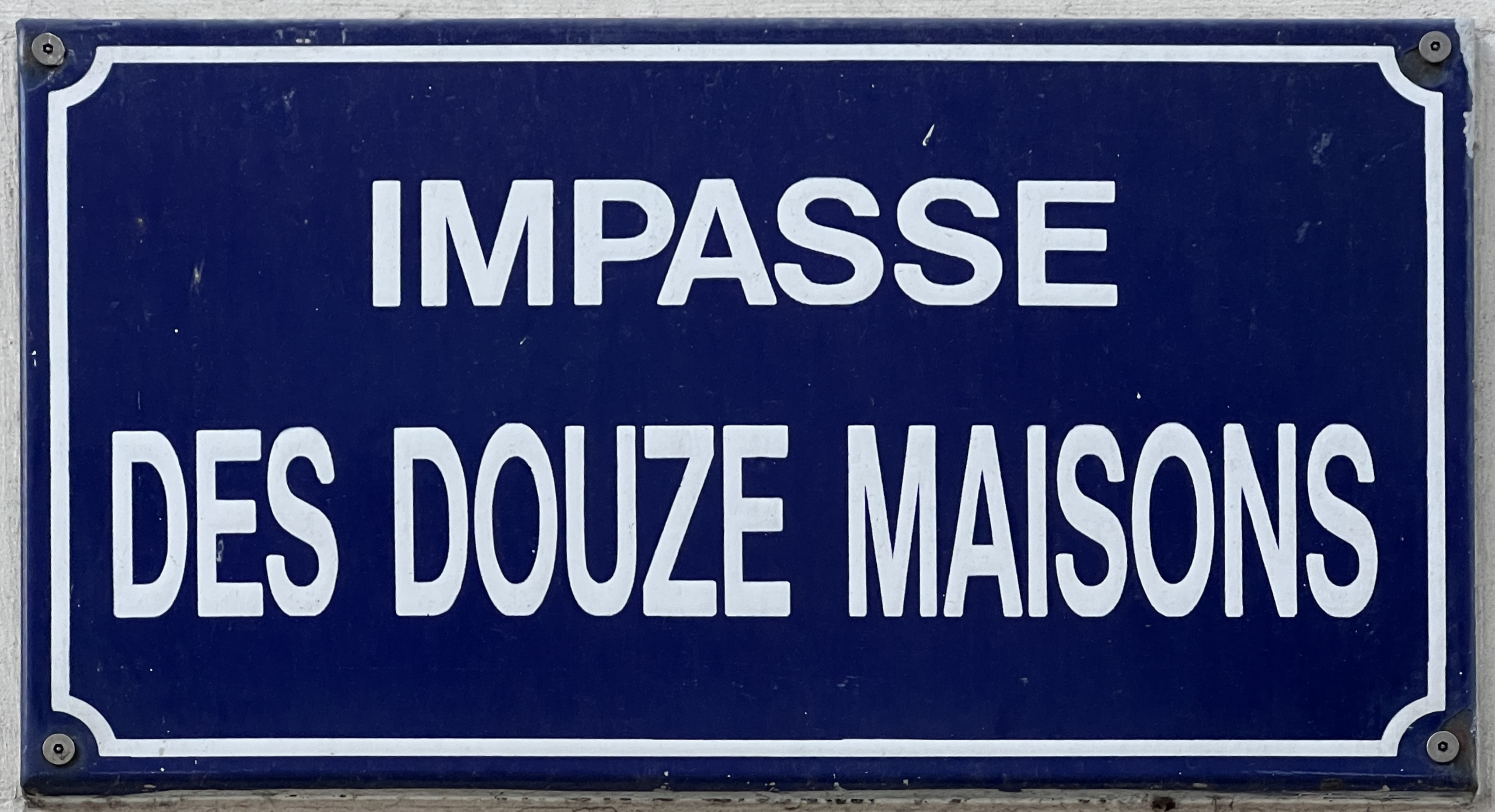
Plaque de l'impasse des Douze Maisons.

- Nos 13 et 15 : jusqu'en 1910 s'élevait à cet emplacement le vaste hôtel de Lillers, du nom du marquis de Lillers, ou hôtel du Roi de Hanovre[57], car le roi Georges V de Hanovre y résida avec sa famille, après l'annexion de son royaume par la Prusse en 1866[58]. Il a été détruit en avril 1910 et remplacé par le théâtre des Champs-Élysées, fondé par Gabriel Astruc, inauguré en 1913.
- No 17 :
  - à ce numéro se trouvait l'hôtel de Heeckeren (1856), remplacé par un immeuble moderne.
  - entre cette parcelle et le théâtre des Champs-Élysées, l'actuelle impasse des Douze Maisons est une partie de l'ancien « passage des Douze Maisons » supprimé en 1881 qui atteignait la rue Marbeuf. Alphonse Daudet y habita dans sa jeunesse. Ce passage s'appelait également « passage du Marais-des-Gourdes ».
- Nos 16 et 18 :
  - Maison pompéienne : le prince Napoléon, fils du roi Jérôme et frère de la princesse Mathilde, rêvait de construire un palais pour sa maîtresse, la comédienne Rachel. Il fit l'acquisition d'un terrain de près de 4 000 m2 compris entre l'avenue Montaigne et la rue Jean-Goujon, où s'élevait le Palais des Beaux-Arts durant l'Exposition universelle de 1855. De 1856 à 1860, il y fit bâtir, à proximité de l'hôtel Soltykoff[38], un petit palais inspiré de la Maison du Poète tragique à Pompéi[59]. La construction fut d'abord confiée au jeune architecte Auguste-Jean Rougevin, que le prince envoya étudier les modèles originaux à Pompéi, mais qui décéda malheureusement sur place. Jacques Hittorff lui succéda mais se retira assez rapidement, peut-être à la suite d'un différend. La maîtrise d'œuvre fut dévolue à partir de février 1856, sur la recommandation de Hittorff, à l'architecte Alfred-Nicolas Normand. Le gros œuvre fut terminé en 1858, année de la mort de la comédienne, emportée en janvier par la tuberculose. La façade, pourvue d'un sévère péristyle, était rehaussée de couleurs rouge et jaune. Les décors intérieurs furent réalisés par Normand avec l'aide de l'ornemaniste Charles Rossigneux, qui s'inspira d'œuvres de différents musées européens. Au centre de la maison, un atrium était orné en son centre d'une statue en marbre blanc de Napoléon Ier figurant l'empereur en toge tenant le Code civil, la tête laurée, un aigle à ses pieds, par le sculpteur Eugène Guillaume, entourée des bustes des membres de la famille impériale. Les décors peints sur toile marouflée furent confiés à Sébastien Cornu et Jean-Léon Gérôme qui ornèrent les murs de motifs pompéiens sur fond rouge antique ou noir. Le mobilier, en bronze ou en bois, imitait également l'antique. Le prince Napoléon plaça dans la maison sa collection de tableaux et d'antiquités égyptiennes. En 1862, s'y ajoutèrent les pièces d'orfèvrerie d'un service à dessert réalisé par Charles Christofle sur des dessins de Jules Dieterle. La maison fut inaugurée le 14 février 1860 par des fêtes à l'antique[60] en présence de Napoléon III, de l'Impératrice et de la cour. Mais le mariage du prince en 1859 avec la jeune Clotilde de Savoie, fervente catholique, rendait inenvisageable un emménagement dans une maison inspirée par une maîtresse. Le prince résida au Palais-Royal et se contenta d'organiser avenue Montaigne des fêtes ou des soirées intimes. La dégradation de ses relations avec l'empereur le conduisirent à quitter la France pour sa résidence suisse de Prangins en 1865. Il se décida alors à vendre la Maison pompéienne qui fut acquise en mars 1866 par un groupe d'acheteurs dont Arsène Houssaye et Ferdinand de Lesseps qui, profitant de la curiosité publique pour cette folie, en firent un musée d'antiques. « L'impluvium central servit quelque temps de bassin à un montreur de phoques savants[61]. » Arsène Houssaye et Théophile Gautier, familiers des lieux, en écrivirent le guide. Néanmoins, le musée n'eut qu'une existence éphémère, car la maison fut fortement endommagée en 1870 ;

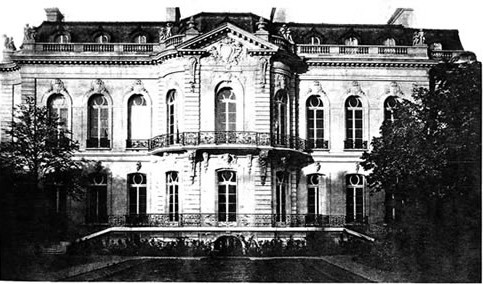
Hôtel Porgès, façade sur le jardin.

  - Hôtel Porgès, façade sur le jardin. Hôtel Porgès : la Maison pompéienne fut acquise en 1892 par le diamantaire Jules Porgès (1839-1921) qui se porta également acquéreur de la parcelle du no 14, propriété de Pierre Jean Cros, petit terrain de 230 m2 qui supportait quelques modestes bâtiments. Il fit abattre le tout, non sans permettre à l'architecte Normand de prélever quelques éléments de son œuvre dont certains furent donnés à la Ville de Paris[62], et commanda à l'architecte Ernest Sanson un vaste hôtel particulier où puisse s'exprimer la passion de son épouse, une jolie Viennoise née Anna Wodianer (1854-1937), pour le XVIIIe siècle français. L'hôtel présentait sur l'avenue un mur orné de refends et percé de larges baies cintrées ainsi que de deux portes cochères surmontées de masques de lion. La cour d'honneur était de forme rectangulaire. Le principal corps de bâtiment était placé perpendiculairement à l'avenue et s'inspirait étroitement du château d'Asnières, construit vers 1750 par Mansart de Sagonne pour le marquis de Paulmy. Le rez-de-chaussée, orné de refends, était percé de baies légèrement arrondies en anse de panier, ornées d'agrafes, tandis que le premier étage présentait de hautes fenêtres en plein cintre ornées de mascarons. Au-dessus d'une corniche à modillons, une balustrade de pierre agrémentée de groupes d'enfants et de vases dissimulait en partie le comble mansardé. Sur le jardin, un avant-corps central en demi-lune sommé d'un fronton triangulaire orné d'un haut-relief allégorique était agrémenté d'un balcon de ferronnerie au premier étage et, au rez-de-chaussée, d'un long balcon supporté par des consoles sculptées et également agrémenté d'une rampe de ferronnerie terminé par deux escaliers permettant de descendre dans le jardin à la française orné d'une fabrique de treillage formant perspective, qu'Achille Duchêne avait pu aménager en 1894 grâce à la démolition de bâtiments voisins. Sur la cour d'honneur, un perron menait à un vestibule rectangulaire, puis un second de plan carré précédant un vaste escalier d'honneur décoré de marbres et couvert d'une coupole. À gauche se trouvait une salle de billard et la chambre de Jules Porges et à droite les appartements de son épouse et de sa fille. Au premier étage, la galerie de tableaux, renfermant une collection réputée comptant plusieurs toiles de Rubens, Van Dyck, Rembrandt, Brueghel de Velours et Le Lorrain, fut disposée parallèlement à l'avenue Montaigne, à proximité d'une vaste salle de bal. Un ascenseur desservait l'ensemble des niveaux. Les écuries, la sellerie ainsi que des logements de domestiques furent aménagés au 40, rue Jean-Goujon. Selon l'architecte, la construction revint à la somme de 4 millions de francs. D'après André Becq de Fouquières : « L'ambassade [d'Autriche] avait à Paris une véritable annexe officieuse : l'hôtel Porgès, avenue Montaigne. Mme Jules Porgès, qui était viennoise, avait fait construire ce vaste hôtel d'allure majestueuse et de style incertain dont les salons, emplis de toiles anciennes autant que des salles de musée, servirent de cadre à bien des fêtes. […] Le comte de Khevenhuller, l'ambassadeur d'Autriche-Hongrie, le baron de Vaux, les secrétaires de l'ambassade étaient chez eux avenue Montaigne, mais aussi le comte Chevreau […] L'hôtel Porgès avait été acheté avant la guerre par une société et les Allemands s'y installèrent en arrivant à Paris. Ils édifièrent dans le jardin un fabuleux blockhaus qui n'est guère moins haut que l'hôtel lui-même et qu'on a renoncé à faire sauter. Ce rocher de béton commence, grâce aux mousses et aux lichens, à acquérir quelque patine[63]. » Après la mort de Mme Porgès en 1937, l'hôtel fut vendu. Dans les années 1960, il fut rasé et remplacé par un immeuble moderne.
- No 19 :
  - hôtel Goury de Roslan (voir au 1, rue du Boccador).

- - ancien no 29 : entrée de la cité Godot-de-Mauroy disparue en 1881.
- No 20 : à cet emplacement avait été bâtie par l'architecte Lassus la maison gothique du comte de Quinsonas. Elle fut ensuite remplacée par l'hôtel du banquier Edgard Stern, qui fit construire le château de Villette à Pont-Sainte-Maxence. Mme Edgar Stern, dont le portrait a été peint par Carolus-Duran en 1889[64], « y avait réuni une belle collection d'objets et de meubles Louis XVI[65] ». Pendant la Seconde Guerre mondiale, l'hôtel fut occupé par les Allemands et pillé[66]. Après avoir appartenu, de même que l'hôtel Porgès du no 18, à la Compagnie de Saint-Gobain[65], l'hôtel Stern a été détruit et remplacé par un immeuble moderne.
- No 22 : Jules de Lesseps, représentant du bey de Tunis, s'était fait construire à cette adresse, en fond de cour, un pavillon mauresque[67] où il logea brièvement l'émir Abd-El-Kader lorsque celui-ci vint passer quelques jours à Paris après sa libération par Napoléon III le 16 octobre 1852[réf. souhaitée][68]. En 1947, il fut transformé en un cabaret marocain, le Ismaïlia Folies, par le chanteur arabo-andalou et entrepreneur de spectacles Salim Halali. Il a été détruit et remplacé par un immeuble moderne en 1959 construit par Rhône-Poulenc, qui a été de 1981 à 1997 le siège de la chaîne Antenne 2, puis France 2 et provisoirement Nederland 2 avant d'abriter depuis 2000 celui du groupe LVMH[68].
- No 31 : hôtel de Mme A. Magne (1910)[38].
- No 35 : hôtel de Mme Legrand de Villers (en 1910)[38].
- No 41 : hôtel loué par l’YMCA (Young Men's Christian Association) pour le logement de ses officiers en permission pendant la Première Guerre mondiale. La Bibliothèque historique de la Ville de Paris en conserve une photo, datée de 1918[69].
- No 47 : emplacement de l’ancienne impasse Ruffin (au XIXe siècle), aujourd’hui fermée.
- Nos 49 à 53 : lieu où se trouvait le fameux bal Mabille, fondé en 1835. Frappé par deux obus en 1870, il ferma ses portes en 1875 et fut démoli en 1882 ;
  - no 53 : ruelle de la Buvette-Champêtre en 1813[70].
- No 55 : gymnase créé par Hippolyte Triat. Durant la Commune de Paris (1870), un Comité de femmes y intervient[71].

### Habitants célèbres
- Mademoiselle Raucourt (1756-1815), célèbre tragédienne[70].
- Le marquis M. de Peralta, ministre plénipotentiaire du Costa Rica en France (no 53, en 1906)[72].
- Lucien Dautresme (1826-1892), compositeur et homme politique (no 60).
- Marlène Dietrich (1901-1992), actrice et chanteuse, de 1980 à sa mort (no 12).
- Salim Halali (1920-2005), chanteur et musicien juif algérien (no 22)
- Princesse Soraya (1932-2001), reine consort d'Iran, y résidait à sa mort en 2001 (no 46).
- Lee Radziwill (1933-2019), personnalité mondaine américaine, a habité au no 49.
- Zlatan Ibrahimović, footballeur suédois, y a résidé.

### Dans la peinture

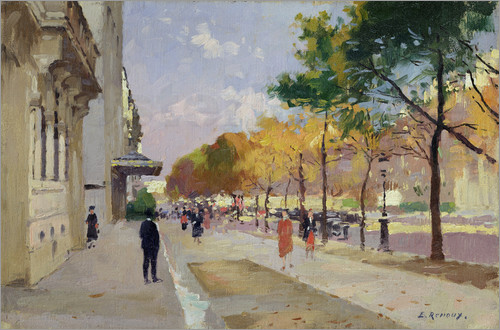

- Jules Ernest Renoux, Avenue Montaigne.

### Au cinéma
- Coco (2009).